# Égreville
Égreville est une commune française située dans le département de Seine-et-Marne, en région Île-de-France.
Ancienne cité médiévale, dotée d'un château, d'une église gothique et d'un vieux marché couvert, la commune a notamment été le fief d'Anne de Pisseleu, maîtresse de François Ier. La commune a aussi eu pour résidents le compositeur Jules Massenet, propriétaire du château. Ainsi, que Rhodia Bourdelle et Michel Dufet, fille et gendre du sculpteur Antoine Bourdelle. Ces derniers ont aménagé une propriété qui est devenue le Musée-jardin Bourdelle. Égreville fait historiquement partie du Gâtinais français et son marché accueille chaque année en décembre une foire à la volaille grasse centré sur la race gâtinaise.

## Géographie

### Localisation
La commune d'Égreville est située au sud du département de Seine-et-Marne à la limite des départements du Loiret, en région Centre-Val de Loire et de l'Yonne, en région Bourgogne.
Égreville est à 20 km au sud-est de Nemours, à 26 km au nord de Montargis et à 100 km au sud-est de Paris.

### Communes limitrophes
| Chaintreaux | Lorrez-le-Bocage-Préaux                   | Villebéon                   |
|             | Égreville                                 | Jouy (Yonne)                |
| Bransles    | Chevannes, Chevry-sous-le-Bignon (Loiret) | Le Bignon-Mirabeau (Loiret) |

### Géologie et relief
L'altitude de la commune varie de 107 mètres à 141 mètres pour le point le plus haut, le centre du bourg se situant à environ 125 mètres d'altitude (mairie). Elle est classée en zone de sismicité 1, correspondant à une sismicité très faible.

### Hydrographie
La commune n’est traversée par aucun cours d'eau.

### Climat
Pour des articles plus généraux, voir Climat de l'Île-de-France et Climat de Seine-et-Marne.
En 2010, le climat de la commune est de type climat océanique dégradé des plaines du Centre et du Nord, selon une étude du CNRS s'appuyant sur une série de données couvrant la période 1971-2000. En 2020, Météo-France publie une typologie des climats de la France métropolitaine dans laquelle la commune est exposée à un climat océanique altéré et est dans la région climatique Nord-est du bassin Parisien, caractérisée par un ensoleillement médiocre, une pluviométrie moyenne régulièrement répartie au cours de l’année et un hiver froid (3 °C).
Pour la période 1971-2000, la température annuelle moyenne est de 10,8 °C, avec une amplitude thermique annuelle de 15,6 °C. Le cumul annuel moyen de précipitations est de 718 mm, avec 11,3 jours de précipitations en janvier et 7,6 jours en juillet. Pour la période 1991-2020, la température moyenne annuelle observée sur la station météorologique la plus proche, située sur la commune de Nemours à 16 km à vol d'oiseau, est de 12,0 °C et le cumul annuel moyen de précipitations est de 690,3 mm,. Pour l'avenir, les paramètres climatiques de la commune estimés pour 2050 selon différents scénarios d'émission de gaz à effet de serre sont consultables sur un site dédié publié par Météo-France en novembre 2022.

### Milieux naturels et biodiversité
Aucun espace naturel présentant un intérêt patrimonial n'est recensé sur la commune dans l'inventaire national du patrimoine naturel,,.

## Urbanisme

### Typologie
Au 1er janvier 2024, Égreville est catégorisée bourg rural, selon la nouvelle grille communale de densité à sept niveaux définie par l'Insee en 2022.
Elle est située hors unité urbaine. Par ailleurs la commune fait partie de l'aire d'attraction de Paris, dont elle est une commune de la couronne,. Cette aire regroupe 1 929 communes,.

### Lieux-dits et écarts
La commune compte 119 lieux-dits administratifs répertoriés consultables ici dont le Coudray, le Crimeau, la Borde, Bois-des-Chevrons, le Ruth, Passy (en partie sur la commune de Villebéon), Bouttecourt (en partie sur la commune du Bignon-Mirabeau) (source : le fichier Fantoir).

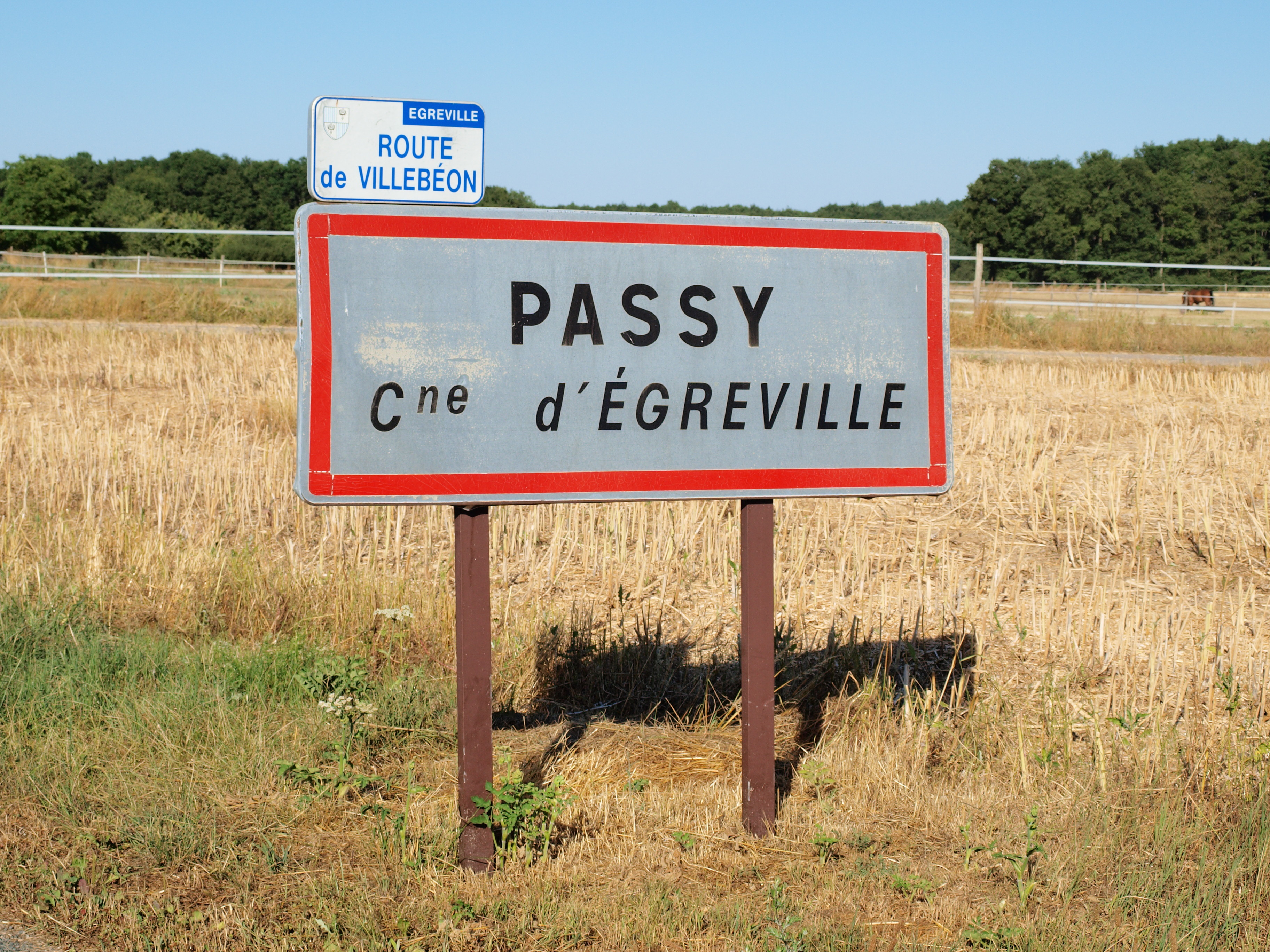
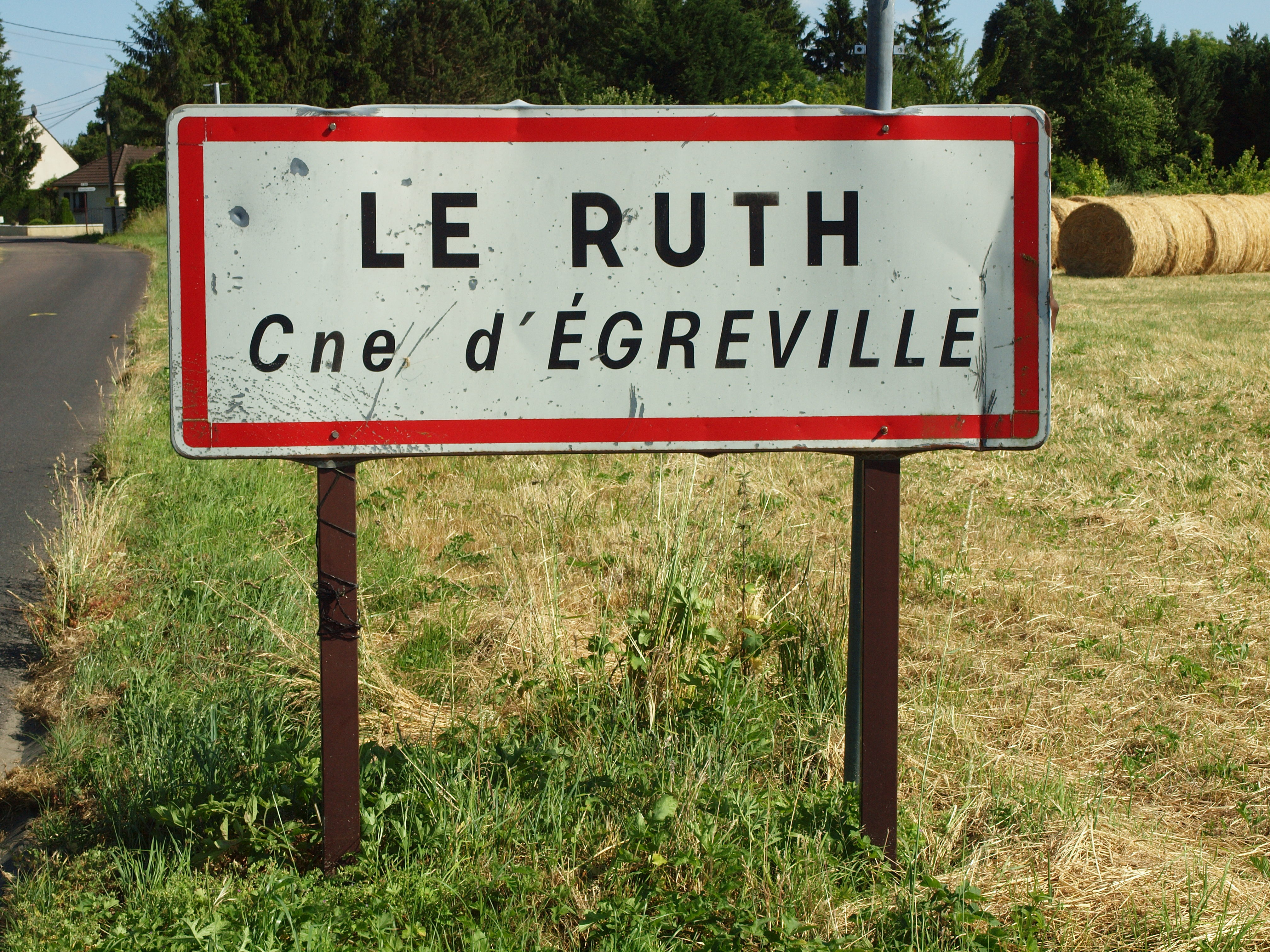
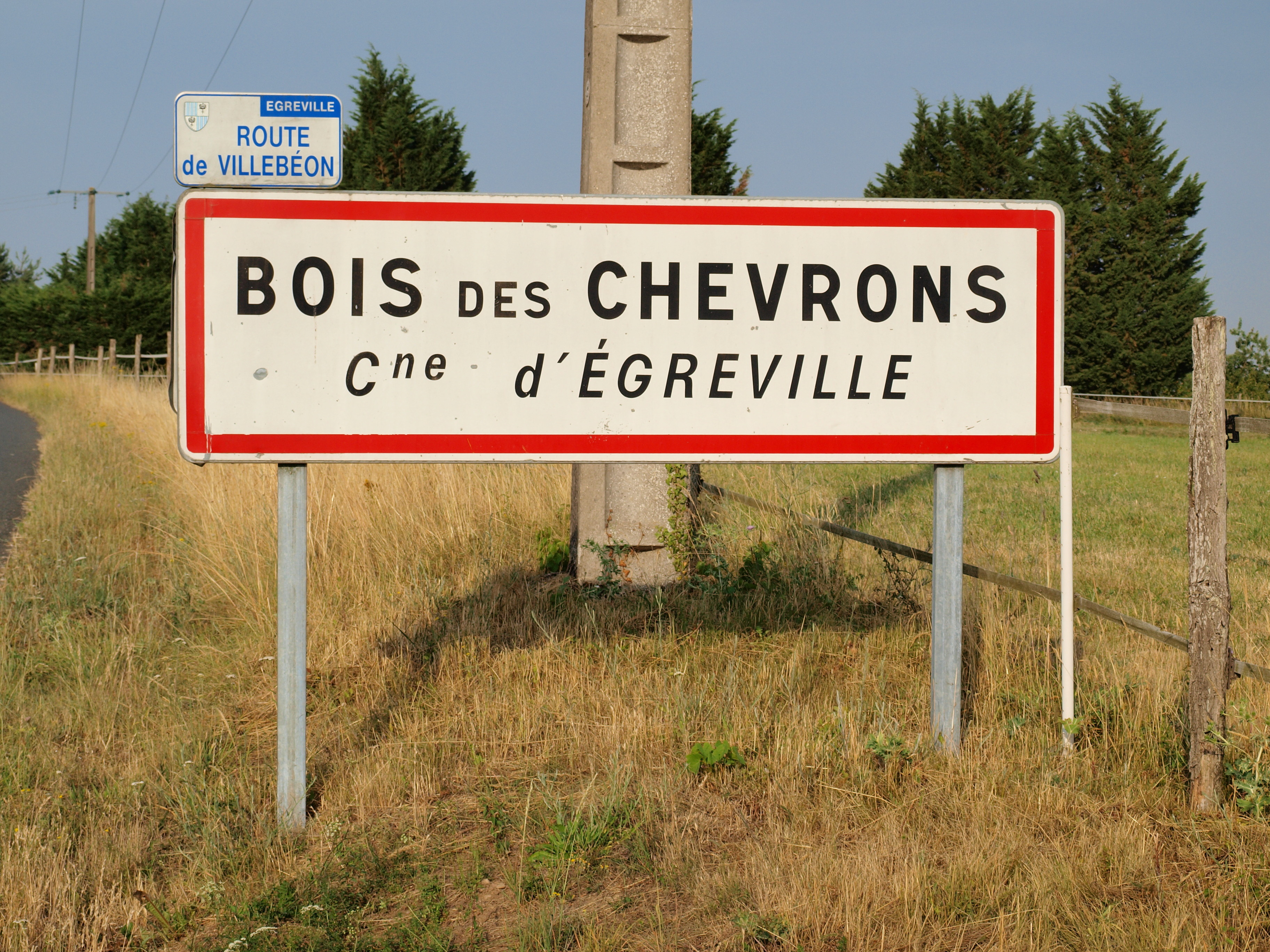

.

### Occupation des sols
L'occupation des sols de la commune, telle qu'elle ressort de la base de données européenne d’occupation biophysique des sols Corine Land Cover (CLC), est marquée par l'importance des territoires agricoles (86 % en 2018), une proportion sensiblement équivalente à celle de 1990 (86,7 %). La répartition détaillée en 2018 est la suivante : 
terres arables (85,1% ), forêts (7,9% ), zones urbanisées (6,1% ), zones agricoles hétérogènes (0,9 %).
Parallèlement, L'Institut Paris Région, agence d'urbanisme de la région Île-de-France, a mis en place un inventaire numérique de l'occupation du sol de l'Île-de-France, dénommé le MOS (Mode d'occupation du sol), actualisé régulièrement depuis sa première édition en 1982. Réalisé à partir de photos aériennes, le Mos distingue les espaces naturels, agricoles et forestiers mais aussi les espaces urbains (habitat, infrastructures, équipements, activités économiques, etc.) selon une classification pouvant aller jusqu'à 81 postes, différente de celle de Corine Land Cover,,. L'Institut met également à disposition des outils permettant de visualiser par photo aérienne l'évolution de l'occupation des sols de la commune entre 1949 et 2018.

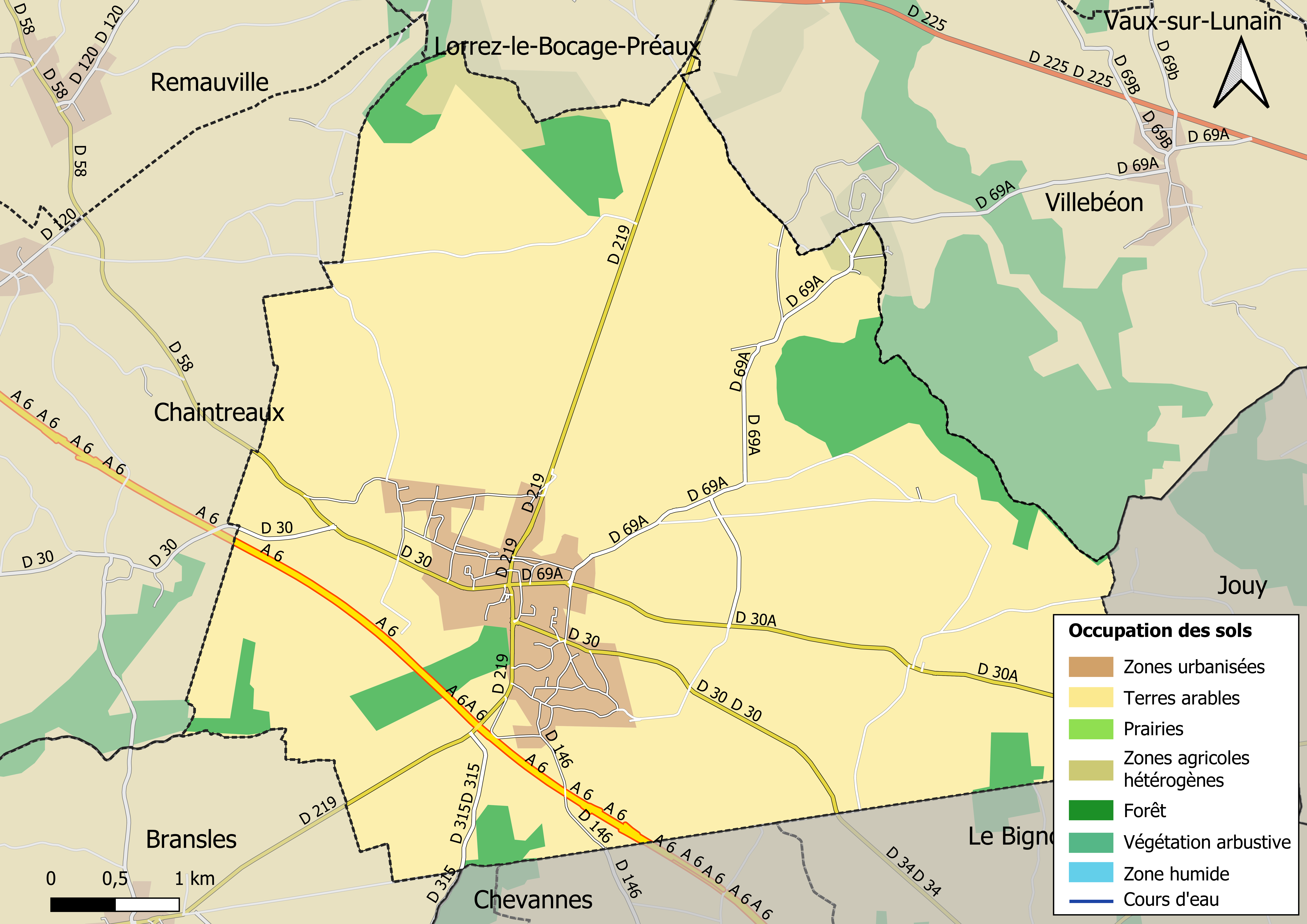
Carte des infrastructures et de l'occupation des sols en 2018 (CLC) de la commune.
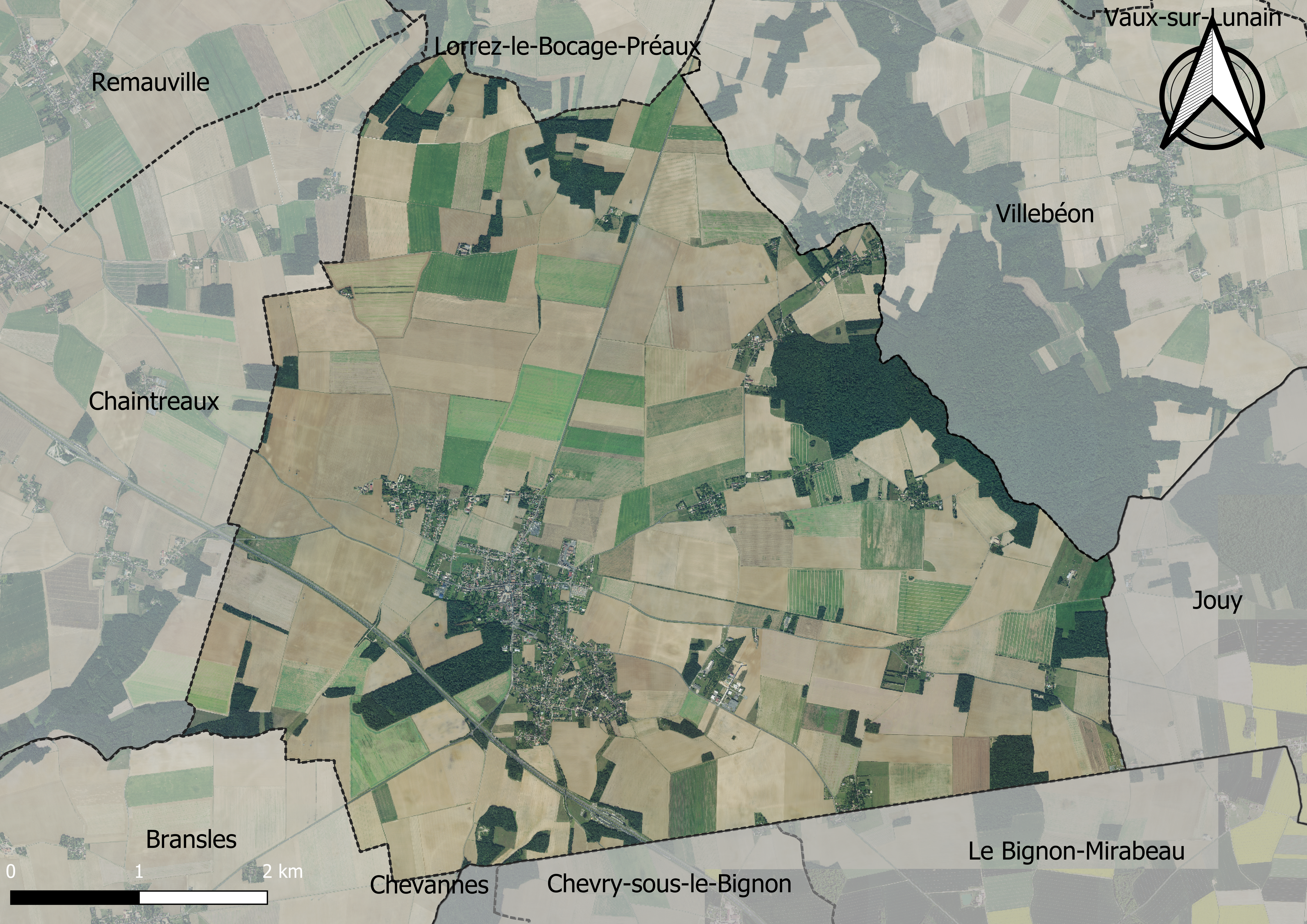
Carte orhophotogrammétrique de la commune.

### Planification
La loi SRU du 13 décembre 2000 a incité les communes à se regrouper au sein d’un établissement public, pour déterminer les partis d’aménagement de l’espace au sein d’un SCoT, un document d’orientation stratégique des politiques publiques à une grande échelle et à un horizon de 20 ans et s'imposant aux documents d'urbanisme locaux, les PLU (Plan local d'urbanisme). La commune est dans le territoire du SCOT Nemours Gâtinais, approuvé le 5 juin 2015 et porté par le syndicat mixte d’études et de programmation (SMEP) Nemours-Gâtinais.
La commune disposait en 2019 d'un plan local d'urbanisme approuvé. Le zonage réglementaire et le règlement associé peuvent être consultés sur le Géoportail de l'urbanisme.

### Logement
En 2016, le nombre total de logements dans la commune était de 1 093 dont 83,9 % de maisons et 15,9 % d'appartements.
Parmi ces logements, 80,7 % étaient des résidences principales, 6,7 % des résidences secondaires et 12,6 % des logements vacants.
La part des ménages fiscaux propriétaires de leur résidence principale s'élevait t à 76,3 % contre 22,1 % de locataires dont, 2,5 % de logements HLM loués vides (logements sociaux) et, 1,6 % logés gratuitement.

### Voies de communication et transports

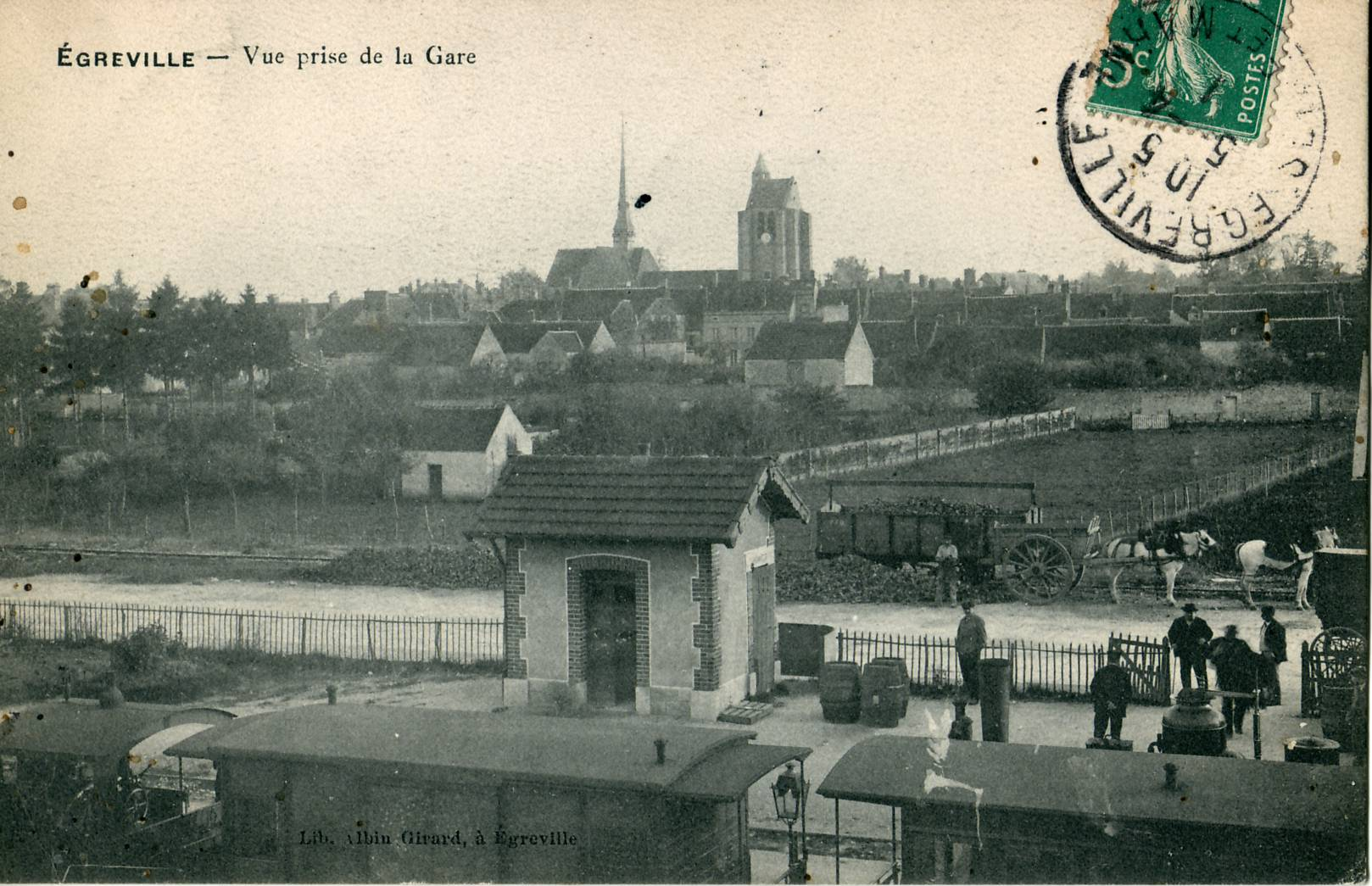
Vue générale depuis la gare, au début du XXe siècle

La commune est traversée par l'Autoroute A6.

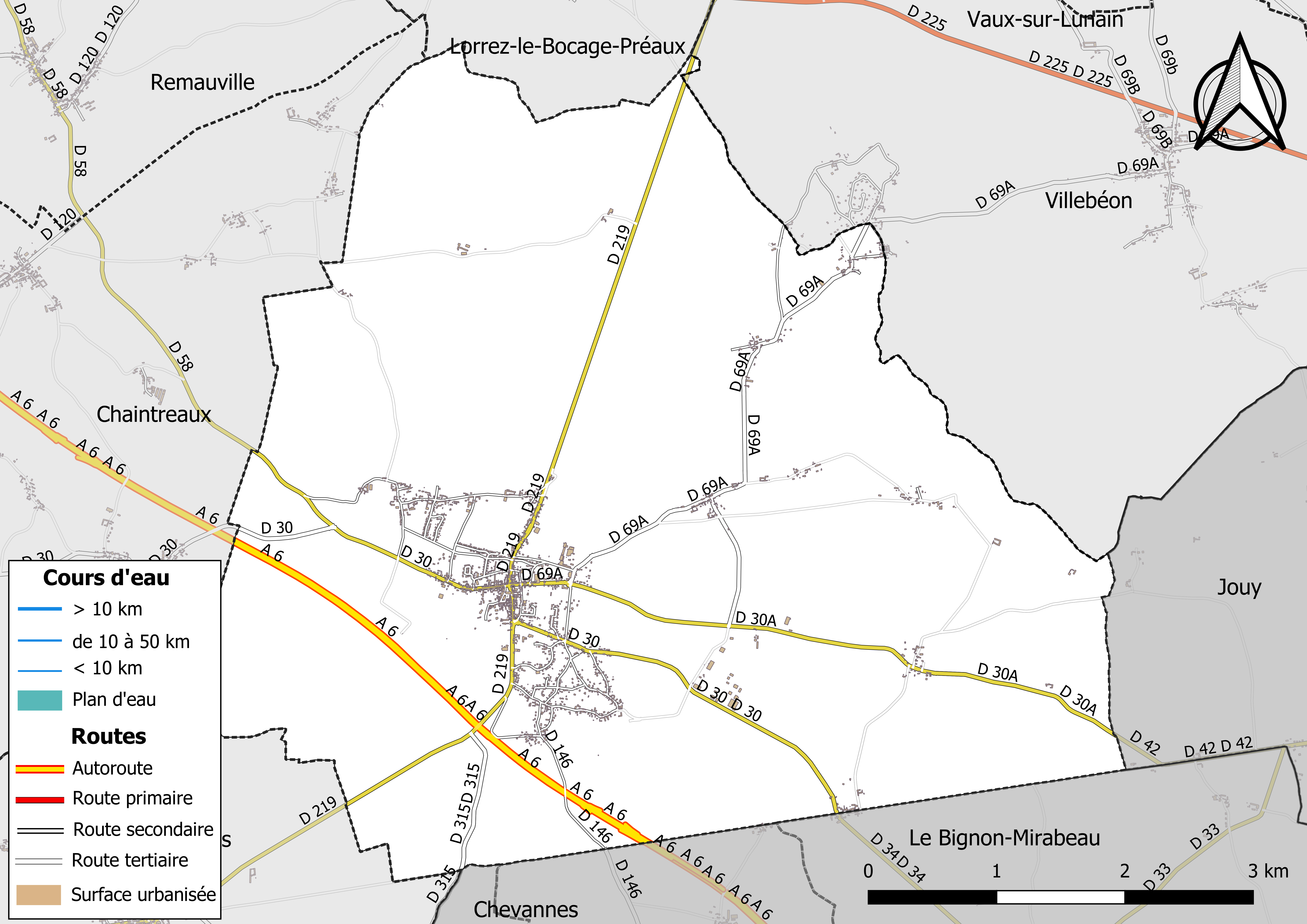
Carte des réseaux hydrographique et routier de Égreville.

La commune est desservie par les lignes d'autocars 3543 et 34 du réseau de bus Vallée du Loing - Nemours et de la ligne 3319 du réseau de bus Francilités Pays de Montereau.

## Toponymie
Le nom de la localité est mentionné sous les formes Acrivilla en 1164 ; Domina Acrisville en 1229 ; Parrochia de Acrivilla en 1267 ; Egrevilla vers 1350 (Pouillé) ; Eigreville en 1355 ; Esgreville en 1519.

## Histoire

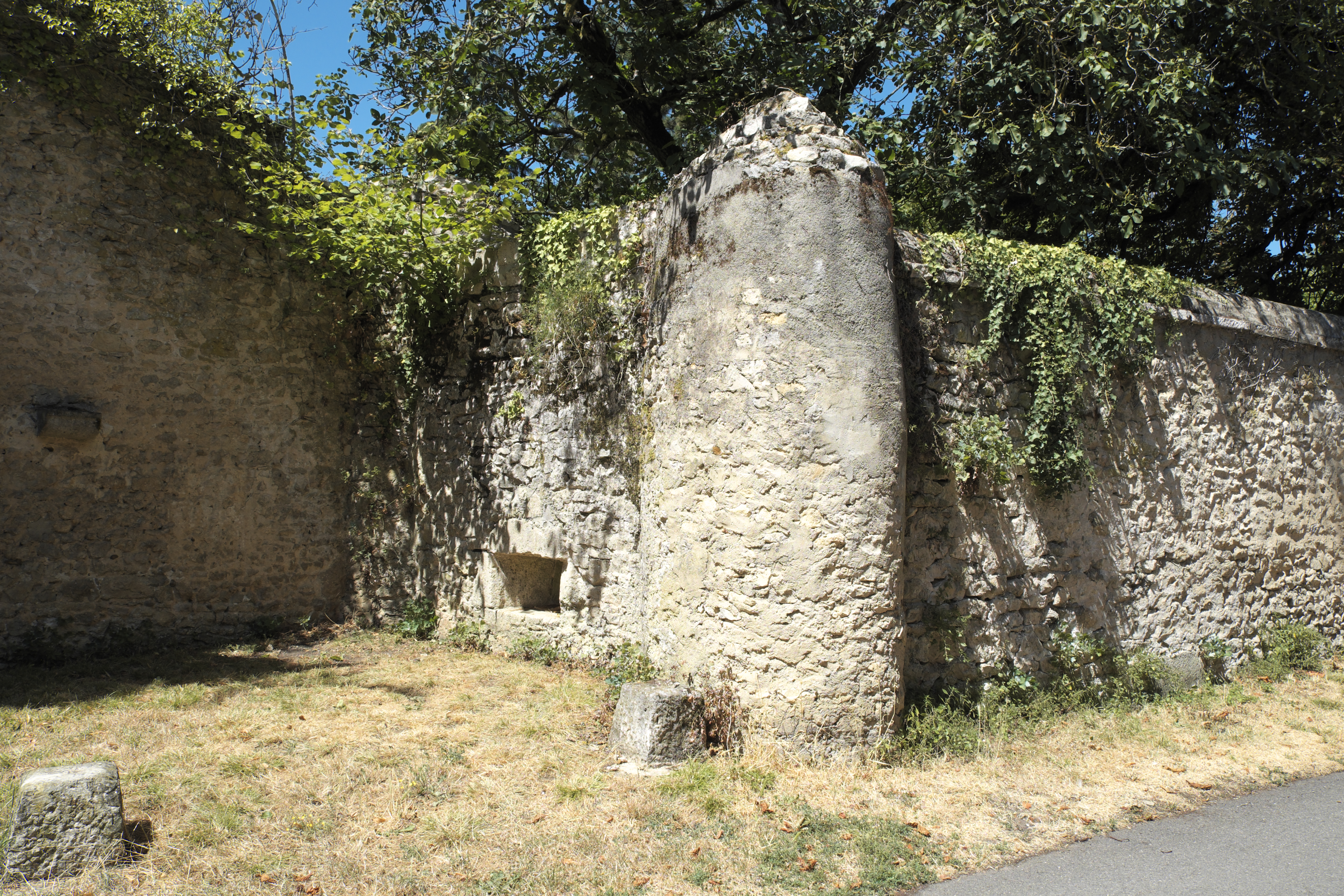
Vestiges du château fort.

La seigneurie d'Egreville semble naître aux alentours de 1100 après que le plus ancien gouverneur de Château-Landon, Garmond Ier du Donjon (du Donjon de Château-Landon), fl. dans la seconde moitié du XIe siècle, eut acquis le fief de l'Écrignot (l'actuel hameau du Crimeau) ; Garmond serait issu des vicomtes du Gâtinais et de Château-Landon (qui ont aussi donné les premiers Nemours), eux-mêmes venus des comtes de Gâtinais de la Maison du Perche. Après lui viennent ses fils Garmond II, Bertrand III, Guillaume et Gautier le Breton, actifs entre 1100 et 1140. La famille des seigneurs d'Egreville (ou d'Aigreville) qu'on trouve ensuite semble descendre de Garmond II, et de son fils Hugues qui fl. vers 1150-1177.
Au XIVe siècle, on rencontre Jean Ier d'Egreville et de Neauphle, père de Jean II. Guy d'Aigreville de Mon(t)ceaux(x) (à La Brosse ?) est bailli de Sens et d'Auxerre, et le mari d'Isabeau de Chaumont d'Amboise de la Maisonfort, tante de Pierre. Au XVIe siècle, le fief est vendu par la fille héritière d'Aymon d'Egreville à la fameuse duchesse d'Étampes, favorite de François Ier. Egreville passe ensuite à la nièce de la duchesse, Jeanne Chabot de Jarnac, épouse du premier maréchal de La Châtre, puis à leur fils Louis de La Châtre. Par des liens familiaux plus ou moins étroits, les héritiers de Louise-Henriette de La Châtre, fille du maréchal Louis et femme de Claude Pot de Rhodes, gardent Egreville jusqu'à la Révolution : voir les L'Hospital de Vitry, La Tour de Torcy, Rouault de Gamaches, Boucot de Dormans, à l'article consacré à une autre possession seine-et-marnaise, Villebéon. Le domaine passe ensuite au XIXe siècle à d'autres personnages, par exemple le marchand de biens et démolisseur Lamy, madame la comtesse Marie-Louise-Em(m)eline de Besenval (née en 1805-† en 1837 ; son arrière-grand-père Pierre-Cölestin de Besenval était le cousin germain de Jean-Victor ; elle-même marie son cousin germain le comte Martin-Charles-Victor-Joseph-Amédée de Besenval), le peintre Berne-Bellecour, le compositeur Massenet...

## Politique et administration

### Liste des maires
| Période       | Période                  | Identité                       | Étiquette    | Qualité                                                                       |
| ------------- | ------------------------ | ------------------------------ | ------------ | ----------------------------------------------------------------------------- |
| août 1789     | 1792                     | Collumeau                      |              |                                                                               |
| nov. 1792     | 1792                     | Pierre Perault                 |              |                                                                               |
| déc. 1792     | 1800                     | François Blochet               |              |                                                                               |
| juin 1800     | 1802                     | Pierre Bernier                 |              | Notaire                                                                       |
| oct. 1802     | 1808                     | Nicolas Dufeu                  |              | Ancien vicaire                                                                |
| mars 1808     | 1815                     | Pierre Bernier                 |              | Notaire                                                                       |
| mai 1815      | 1816                     | Charles Jean-Baptiste Bardou   |              |                                                                               |
| août 1816     | 1817                     | Edme Plaisant                  |              |                                                                               |
| avril 1817    | 1822                     | Antoine Collumeau              |              |                                                                               |
| janvier 1822  | 1835                     | François Bernier               |              | Tuilier, conseiller d'arrondissement                                          |
| fév.1835      | 1841                     | Antoine Gatouillat-Dumesnil    |              | Ancien régisseur du château                                                   |
| sept.1841     | 1844                     | Eugène Leaux                   |              | Médecin                                                                       |
| déc.1844      | 1846                     | Pierre Barthelemy dit perigord |              | Entrepreneur de maçonnerie                                                    |
| nov.1846      | 1849                     | Pierre Louis Gotrot            |              | Notaire                                                                       |
| avril 1849    | 1859                     | Eugène Leaux                   |              | Médecin                                                                       |
| déc.1859      | 1870                     | Antoine Anceau                 |              | Marchand                                                                      |
| sept.1870     | 1879                     | Xavier Cochoix                 |              | Propriétaire                                                                  |
| juillet 1879  | 1881                     | Désiré Vincent                 |              | Vétérinaire                                                                   |
| janvier 1881  | 1886                     | Xavier Cochoix                 |              | Propriétaire                                                                  |
| déc. 1886     | 1904                     | Jules Ernest Jardin            |              | Propriétaire terrien                                                          |
| mai 1904      | 1910                     | Joseph Collumeau               |              | Marchand de grains                                                            |
| août 1910     | 1912                     | Paul Martin                    |              | Banquier                                                                      |
| dec.1912      | 1928                     | Georges Frebault               |              | Notaire                                                                       |
| fev. 1928     | 1936                     | Gaston Pinard                  |              | Serrurier                                                                     |
| janv. 1937    | 1945                     | Georges Canault                |              | Marchand d'engrais                                                            |
| mai 1945      | 1946                     | Leon Charbonnel                |              | Cordonnier                                                                    |
| août 1946     | mai 1953                 | Georges Vincent                |              | Enseignant                                                                    |
| mai 1953      | mars 1959                | Roger Joigneau                 |              | Agriculteur                                                                   |
| mars 1959     | mars 1971                | Albert Quinault                |              | Ancien chef de gare                                                           |
| mars 1971     | juillet 1975 (démission) | Robert Lambert                 |              | Chef d'entreprise                                                             |
| novembre 1975 | mars 1983                | Raymond Roux                   |              | Ancien chef de gare                                                           |
| mars 1983     | mars 2008                | Christian Frot                 | RPR puis UMP | Chef d'entreprise Conseiller général de Lorrez-le-Bocage-Préaux (1988 → 2015) |
| mars 2008     | mars 2014                | Bruno Baschet                  | DVG          | Professeur                                                                    |
| mars 2014     | En cours                 | Pascal Pommier                 | DVD          | Agriculteur                                                                   |

## Équipements et services

### Eau et assainissement
L’organisation de la distribution de l’eau potable, de la collecte et du traitement des eaux usées et pluviales relève des communes. La loi NOTRe de 2015 a accru le rôle des EPCI à fiscalité propre en leur transférant cette compétence. Ce transfert devait en principe être effectif au 1er janvier 2020, mais la loi Ferrand-Fesneau du 3 août 2018 a introduit la possibilité d’un report de ce transfert au 1er janvier 2026,.

#### Assainissement des eaux usées
En 2020, la commune d'Égreville gère le service d’assainissement collectif (collecte, transport et dépollution) en régie directe, c’est-à-dire avec ses propres personnels.
L’assainissement non collectif (ANC) désigne les installations individuelles de traitement des eaux domestiques qui ne sont pas desservies par un réseau public de collecte des eaux usées et qui doivent en conséquence traiter elles-mêmes leurs eaux usées avant de les rejeter dans le milieu naturel. Le SIVOM du plateau du Sud Bocage (PSB) assure pour le compte de la commune le service public d'assainissement non collectif (SPANC), qui a pour mission de vérifier la bonne exécution des travaux de réalisation et de réhabilitation, ainsi que le bon fonctionnement et l’entretien des installations. Cette prestation est déléguée à la SAUR, dont le contrat arrive à échéance le 31 décembre 2021,.

#### Eau potable
En 2020, l'alimentation en eau potable est assurée par le SIVOM du plateau du Sud Bocage (PSB) qui en a délégué la gestion à la SAUR, dont le contrat expire le 31 décembre 2029,,.

## Population et société

### Démographie
L'évolution du nombre d'habitants est connue à travers les recensements de la population effectués dans la commune depuis 1793. Pour les communes de moins de 10 000 habitants, une enquête de recensement portant sur toute la population est réalisée tous les cinq ans, les populations de référence des années intermédiaires étant quant à elles estimées par interpolation ou extrapolation. Pour la commune, le premier recensement exhaustif entrant dans le cadre du nouveau dispositif a été réalisé en 2008.

En 2022, la commune comptait 2 164 habitants, en évolution de +0,6 % par rapport à 2016 (Seine-et-Marne : +3,92 %, France hors Mayotte : +2,11 %).
| 1793  | 1800  | 1806  | 1821  | 1831  | 1836  | 1841  | 1846  | 1851  |
| ----- | ----- | ----- | ----- | ----- | ----- | ----- | ----- | ----- |
| 1 296 | 1 383 | 1 541 | 1 245 | 1 477 | 1 619 | 1 637 | 1 722 | 1 745 |

| 1856  | 1861  | 1866  | 1872  | 1876  | 1881  | 1886  | 1891  | 1896  |
| ----- | ----- | ----- | ----- | ----- | ----- | ----- | ----- | ----- |
| 1 757 | 1 792 | 1 792 | 1 773 | 1 761 | 1 694 | 1 738 | 1 810 | 1 756 |

| 1901  | 1906  | 1911  | 1921  | 1926  | 1931  | 1936  | 1946  | 1954  |
| ----- | ----- | ----- | ----- | ----- | ----- | ----- | ----- | ----- |
| 1 693 | 1 626 | 1 550 | 1 338 | 1 423 | 1 396 | 1 390 | 1 514 | 1 422 |

| 1962  | 1968  | 1975  | 1982  | 1990  | 1999  | 2006  | 2008  | 2013  |
| ----- | ----- | ----- | ----- | ----- | ----- | ----- | ----- | ----- |
| 1 311 | 1 212 | 1 224 | 1 342 | 1 623 | 1 841 | 2 075 | 2 143 | 2 152 |

| 2018  | 2022  | - | - | - | - | - | - | - |
| ----- | ----- | - | - | - | - | - | - | - |
| 2 148 | 2 164 | - | - | - | - | - | - | - |

### Manifestations culturelles et festivités
- Bourse aux jouets[44] le premier dimanche de décembre.
- Foire à la volaille le deuxième samedi de décembre.
- Foire aux antiquités, brocante et exposition d'art durant les trois jours de Pâques.
- Vide-grenier  et marché d'artisanat le jeudi de l'Ascension.
- Fête de l'été le dernier dimanche de juin.
- Festival musical et lyrique Musicamparts, sous le patronage de l'école normale de musique de Paris-Alfred Cortot, fin septembre.
- Le Festival des musiques actuelles La Douve Blanche organisé depuis juillet 2015 par Animal Records dans les douves du château.

## Économie

### Revenus de la population et fiscalité
En 2018, le nombre de ménages fiscaux de la commune était de 884 (dont 52 % imposés), représentant 2 203 personnes et la  médiane du revenu disponible par unité de consommation  de 21 990 euros, le 1er décile étant de 12 330 euros avec un rapport interdécile de 2,8.

### Emploi
En 2018, le nombre total d’emplois dans la zone était de 378, occupant 868 actifs  résidants (dont 18,6 % dans la commune de résidence et 81,4 % dans une commune autre que la commune de résidence).
Le taux d'activité de la population (actifs ayant un emploi) âgée de 15 à 64 ans s'élevait à 66,6 % contre un taux de chômage de 8 %.
Les 25,4 % d’inactifs se répartissent de la façon suivante : 10,3 % d’étudiants et stagiaires non rémunérés, 7,8 % de retraités ou préretraités et 7,3 % pour les autres inactifs.

### Secteurs d'activité

#### Entreprises et commerces
Au 31 décembre 2019, le nombre d’unités légales et d’établissements (activités marchandes hors agriculture) par secteur d'activité était de 153 dont 19 dans l’industrie manufacturière, industries extractives et autres, 25 dans la construction, 34 dans le commerce de gros et de détail, transports, hébergement et restauration, 7 dans l’Information et communication, 2 dans les activités financières et d'assurance, 6 dans les activités immobilières, 21 dans les activités spécialisées, scientifiques et techniques et activités de services administratifs et de soutien, 17 dans l’administration publique, enseignement, santé humaine et action sociale et 22 étaient relatifs aux autres activités de services.
- 26 artisans et commerçants.
- Zone d'activité du Bois des Places.

En 2020, 26 entreprises ont été créées sur le territoire de la commune, dont 21 individuelles.
Au 1er janvier 2021, la commune ne disposait pas d’hôtel et de terrain de camping.

#### Agriculture
Égreville est dans la petite région agricole dénommée la « Bocage gâtinais », à l'extrême sud du département. En 2010, l'orientation technico-économique de l'agriculture sur la commune est la culture de céréales et d'oléoprotéagineux (COP).
Si la productivité agricole de la Seine-et-Marne se situe dans le peloton de tête des départements français, le département enregistre un double phénomène de disparition des terres cultivables (près de 2 000 ha par an dans les années 1980, moins dans les années 2000) et de réduction d'environ 30 % du nombre d'agriculteurs dans les années 2010. Cette tendance n'est pas confirmée au niveau de la commune qui voit le nombre d'exploitations augmenter et passer de 22 en 1988 à 25 en 2010. Parallèlement, la taille de ces exploitations augmente, passant de 76 ha en 1988 à 110 ha en 2010.
Le tableau ci-dessous présente les principales caractéristiques des exploitations agricoles d'Égreville, observées sur une période de 22 ans : 
|                                      | 1988  | 2000  | 2010  |
| ------------------------------------ | ----- | ----- | ----- |
| Dimension économique,                |       |       |       |
| Nombre d’exploitations (u)           | 22    | 22    | 25    |
| Travail (UTA)                        | 29    | 27    | 29    |
| Surface agricole utilisée (ha)       | 1 676 | 1 606 | 2 753 |
| Cultures                             |       |       |       |
| Terres labourables (ha)              | 1 669 | 1 585 | 2 747 |
| Céréales (ha)                        | 1 135 | 1 009 | 1 775 |
| dont blé tendre (ha)                 | 806   | 792   | s     |
| dont maïs-grain et maïs-semence (ha) | 111   | s     | 53    |
| Tournesol (ha)                       | 197   | s     | s     |
| Colza et navette (ha)                | 143   | 217   | s     |
| Élevage                              |       |       |       |
| Cheptel (UGBTA)                      | 136   | 51    | 11    |

## Culture locale et patrimoine

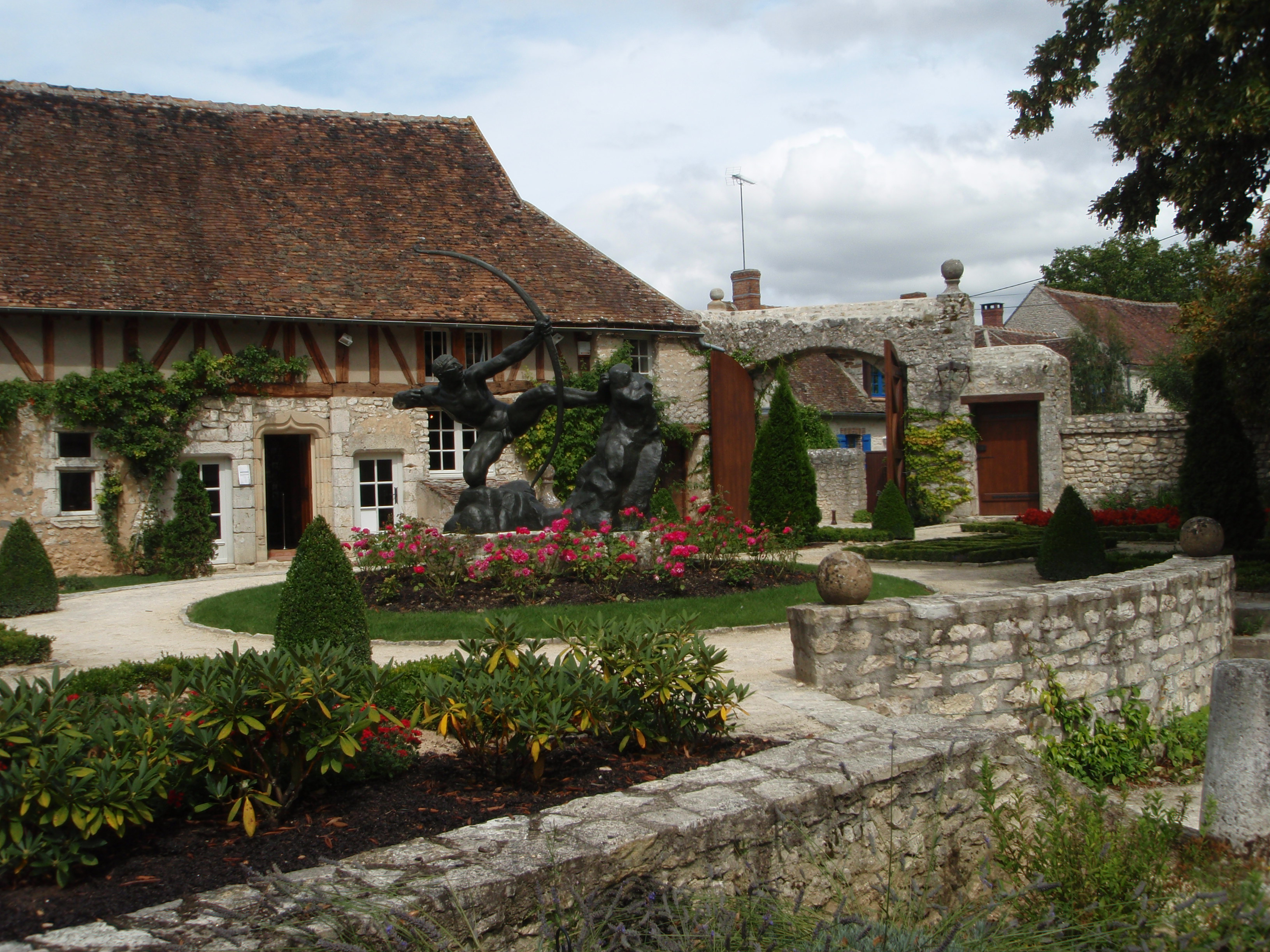
Héraklès archer
au jardin musée d'Égreville.

### Lieux et monuments
- Le Musée-jardin Bourdelle d'Égreville a été construit dans les années 1960 par Michel Dufet et son épouse Rhodia, fille d'Antoine Bourdelle. Le musée expose dans son jardin 56 sculptures de l'artiste dont un bronze d'Héraklès archer. On peut voir aussi les reliefs L’Aurore et Le Crépuscule, destinés à la maison de la veuve du grand historien Jules Michelet et exécutés en 1895. Ils témoignent de l’assimilation par Bourdelle d’un esprit décoratif, entre symbolisme et art nouveau.
- Les halles d'Égreville classées au titre des monuments historiques[52] ont été construites à la fin du XVe siècle. Elles remplaçaient un premier ouvrage détruit par un incendie en 1273. La charpente dont l'embase était en chêne reposait initialement au contact immédiat du sol ainsi l'humidité endommageait la charpente en remontant par capillarité. En 1638, elles furent rénovées. Une travée fut supprimée pour construire le deuxième pignon en maçonnerie et les 28 piliers seront posés sur des assises en pierre ; en 1663, il fut aussi installé des renforts obliques. Les assises en pierre furent remplacées en 1769. Les halles abritent le marché hebdomadaire d'Égreville et la foire à la volaille grasse le deuxième week-end de décembre.

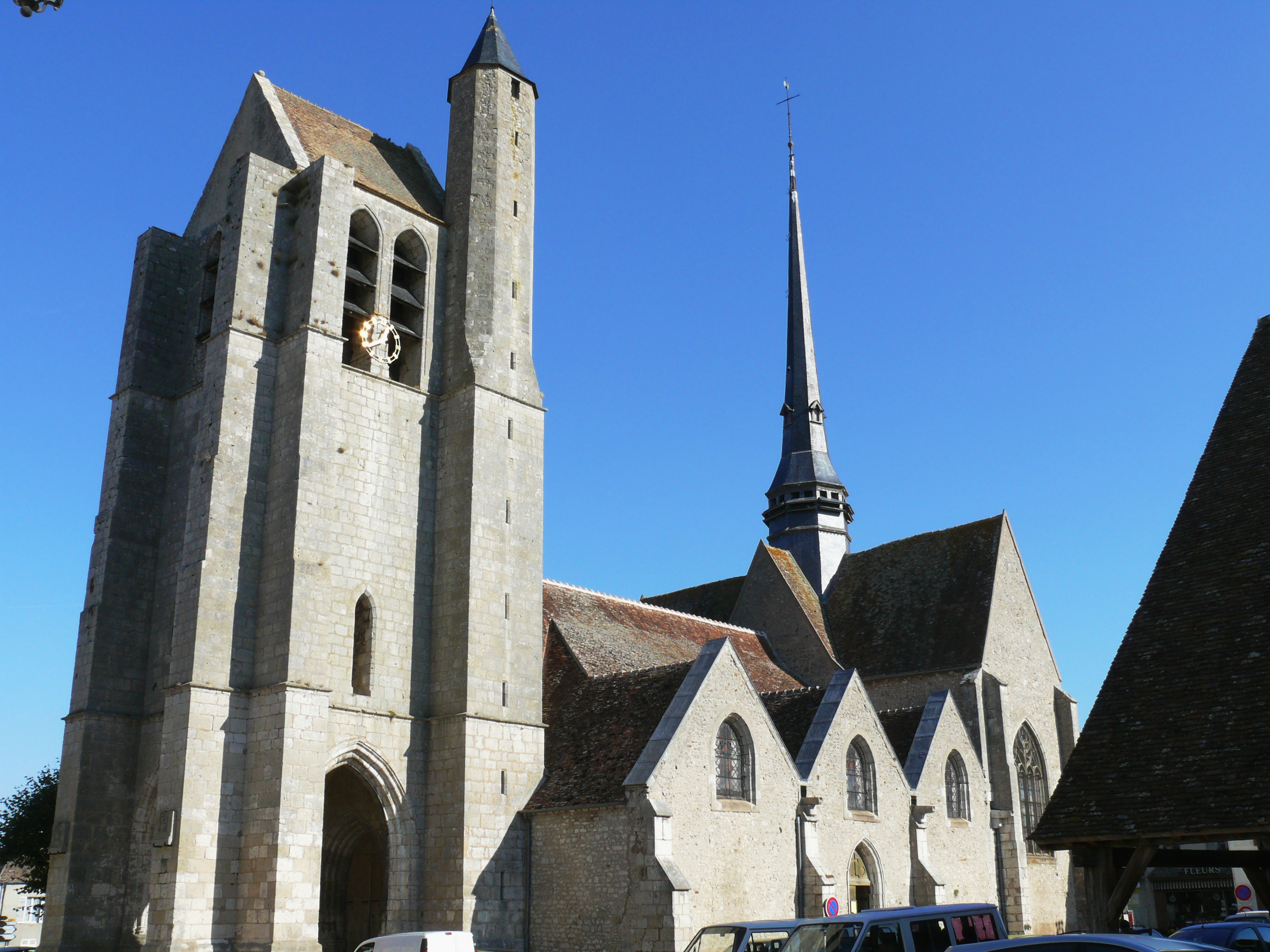
Église Saint-Martin.

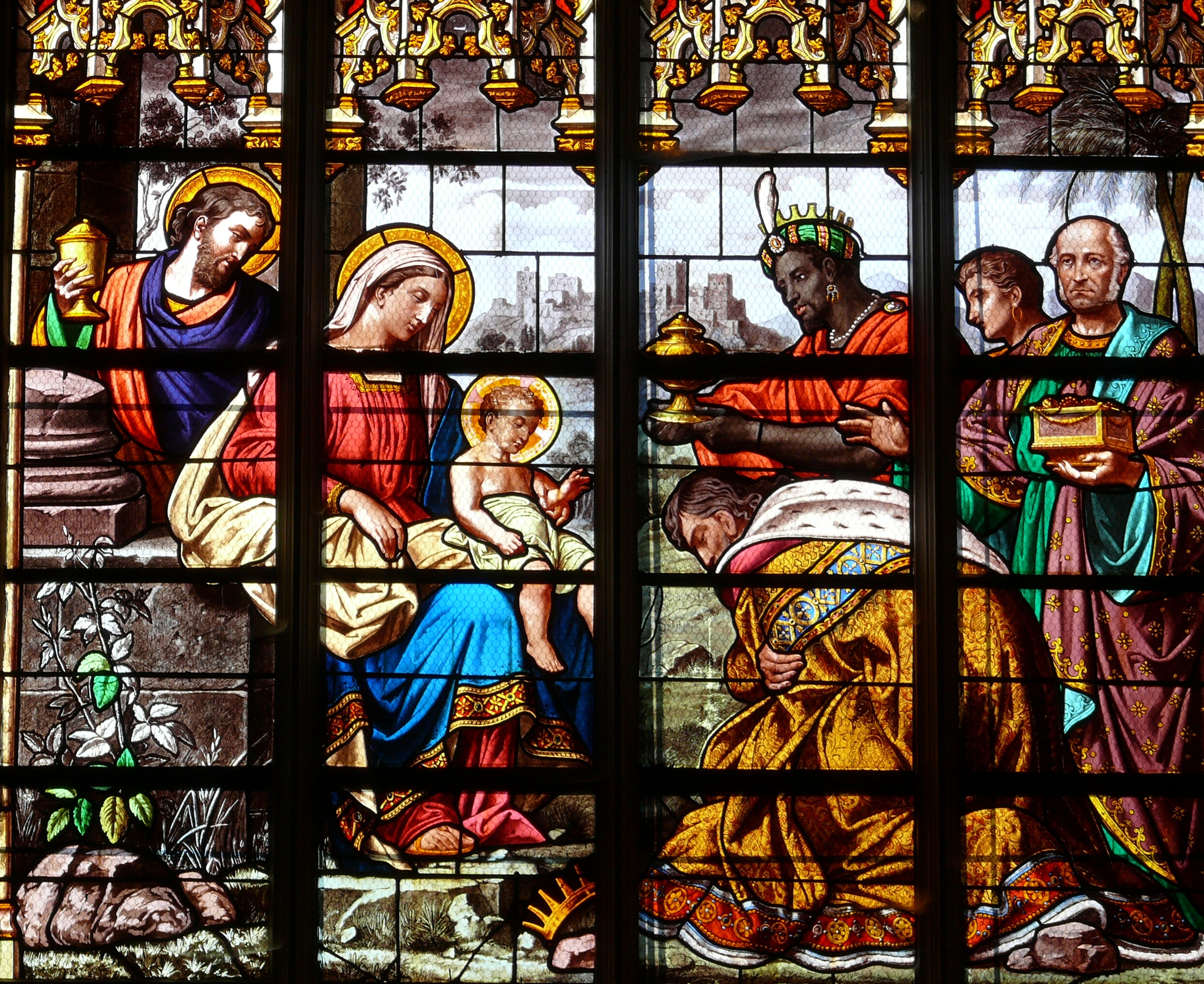
Église Saint-Martin - vitrail de l'Adoration des Mages.

- L'église paroissiale Saint-Martin classée pour partie au titre des monuments historiques[53], construite au XIIIe siècle, reconstruite au XVe siècle et agrandie au XVIIe siècle. Sa construction est due à Jean II d'Aigreville et sa reconstruction à Jean VII d'Aigreville. Elle fut agrandie par le maréchal Louis de La Châtre (bas-côtés, grandes portes et porche dans la tour du clocher) et par le marquis de Torcy (la flèche en 1687). Elle abrite la pierre tombale du chevalier Aymond d'Aigreville décédé en 1523 et cousin de l'amiral Gaspard de Coligny. Dans la crypte ont été ensevelis les membres de la famille du maréchal Louis de La Châtre qui l'a fait construire.
- Le château d'Égreville, inscrit au titre des monuments historiques[54], construit au XIIe siècle par Garmond 1er du Donjon plus connu comme ancien gouverneur de la place forte de Château-Landon. Agrandi une première fois par Jean II d'Aigreville, il sera reconstruit au XVIe siècle par Anne de Pisseleu duchesse d’Étampes et favorite du roi François Ier. Il sera embelli au XVIIe siècle par les maréchaux de La Châtre (Claude et son fils Louis) qui créeront des jardins, la cour d'honneur, feront recreuser les fossés et entourer la propriété de hauts murs. Il deviendra successivement la demeure d'Étienne-Prosper Berne-Bellecour, artiste peintre, puis celle de Jules Massenet, célèbre compositeur de musique.
- L'ancienne grange de La Recette  dite les Champarts, inscrite au titre des monuments historiques[54]. Cette propriété est constituée des anciens communs du château, la Recette (appelée aussi grange aux Dimes car elle remplaça la véritable grange détruite par l'incendie de 1273 et située à l'emplacement de l'actuel office du tourisme ; le Champart, la ferme et les ateliers. Les deux premiers bâtiments datent du XIIIe siècle pour la Recette et du XIIe siècle pour le Champart dont les murs fortifiés sont visibles depuis la rue du château. Cette dernière grange fut démolie par Jules Massenet car elle était trop difficile à entretenir. La Recette est couverte d'une charpente en forme de carène de navire retournée due à un charpentier de marine d'origine bourguignonne. Un logis fut construit au XVe siècle côté château pour servir d'habitation au régisseur du domaine.
- La Vénerie, ancien pavillon de chasse, fut louée à la commune en 1792 dans le but d'y tenir assemblée pour la nouvelle municipalité. Après diverses transformations dues à l'implantation de l'école élémentaire, cet édifice devint l'actuel hôtel de ville.
- La maison dite des Trois Têtes : cette maison date du XVIIe siècle et appartenait à Gabriel de Villers, écuyer du sieur de Louans et Housson, dont la pierre tombale masque l'entrée de la crypte de l'église. Elle fut brillamment restaurée dans les années 1980. Les trois visages qui ornent l'une des fenêtres représentent sans doute la femme et les enfants dudit Gabriel de Villers. Faisant face à cette maison, on peut encore admirer une maison à colombage. D'autres maisons sont aussi dignes d’intérêt ; l'ancienne maison des établissements Rocassel négociants en vins située rue de la Poterne.

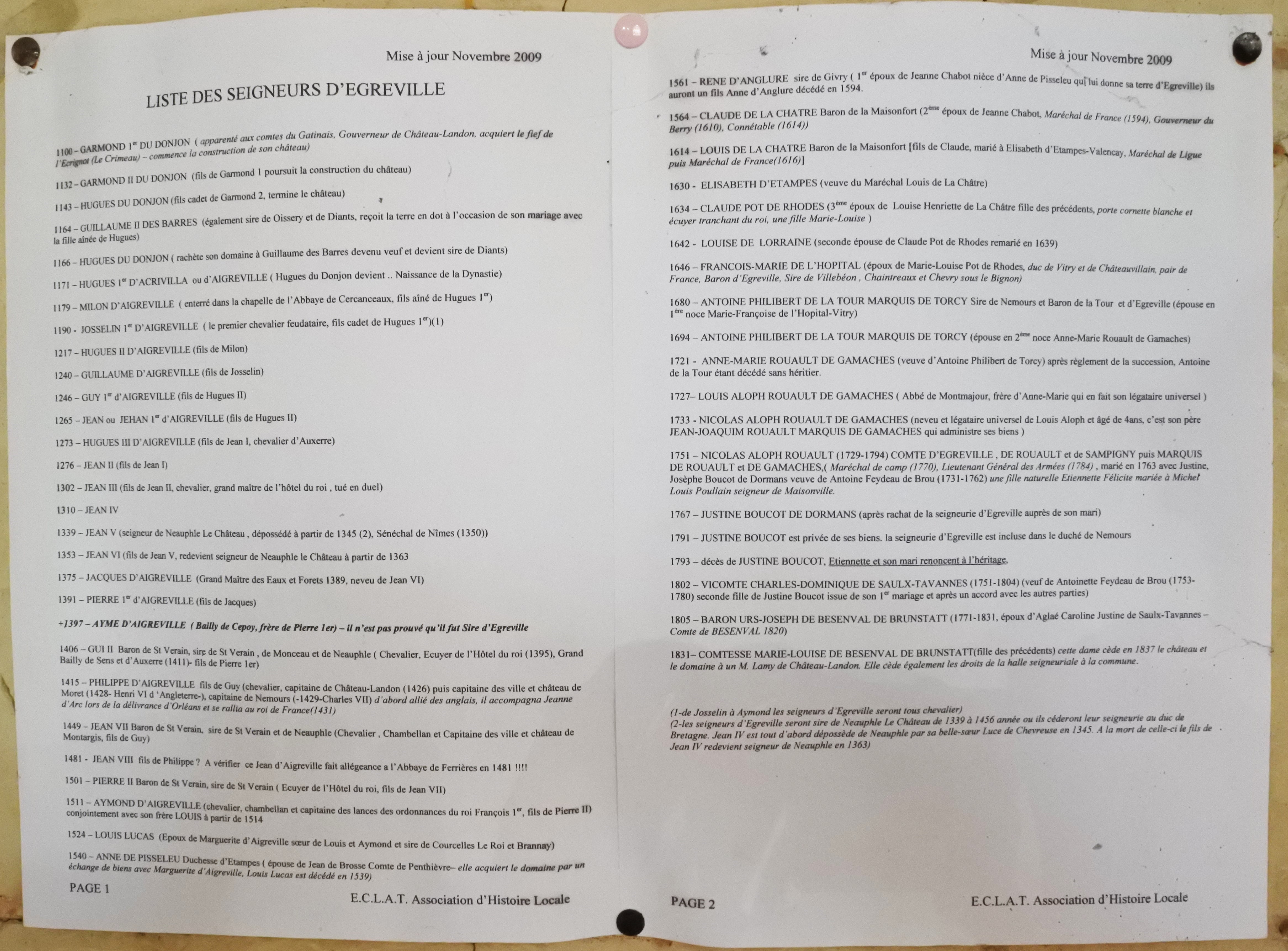
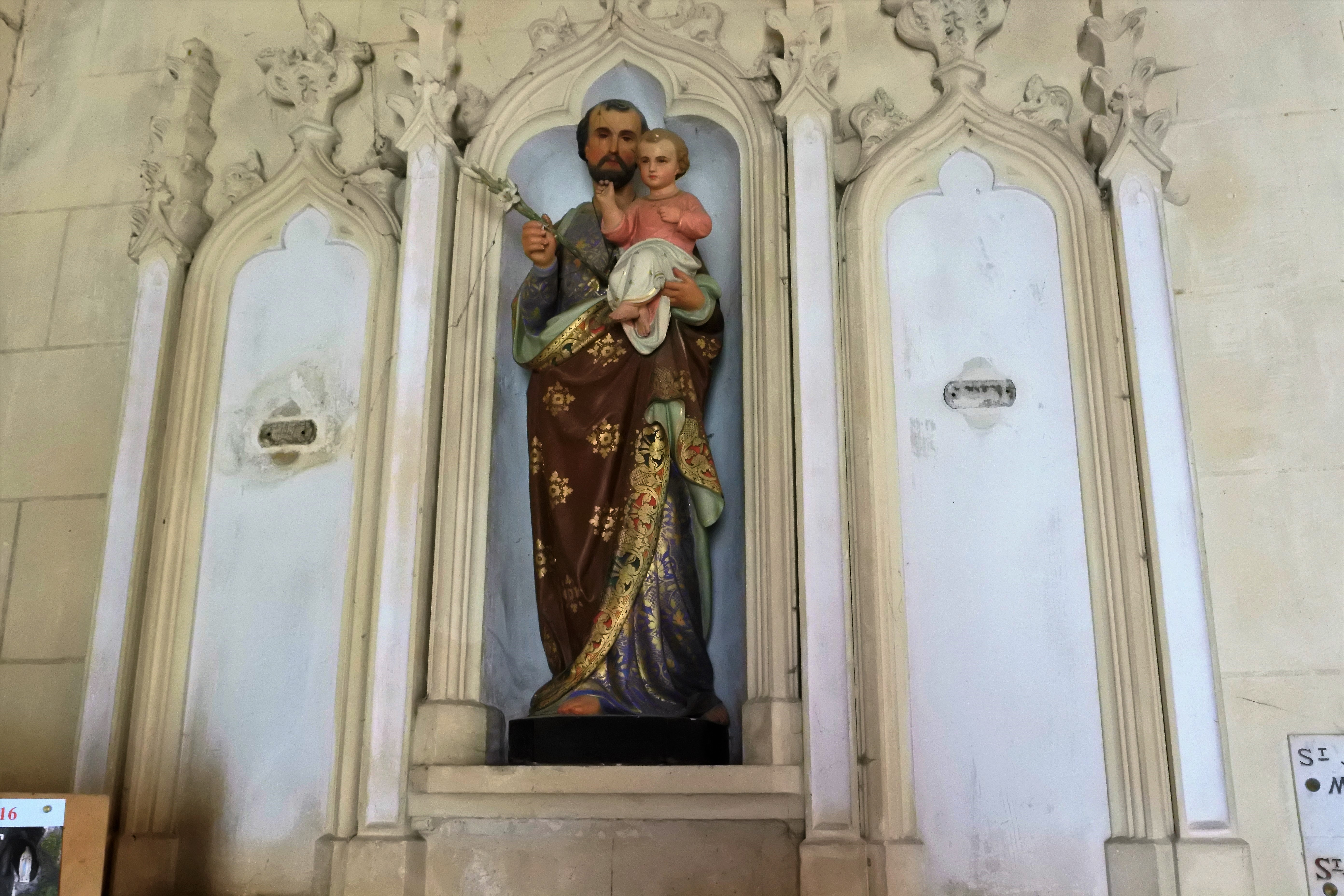
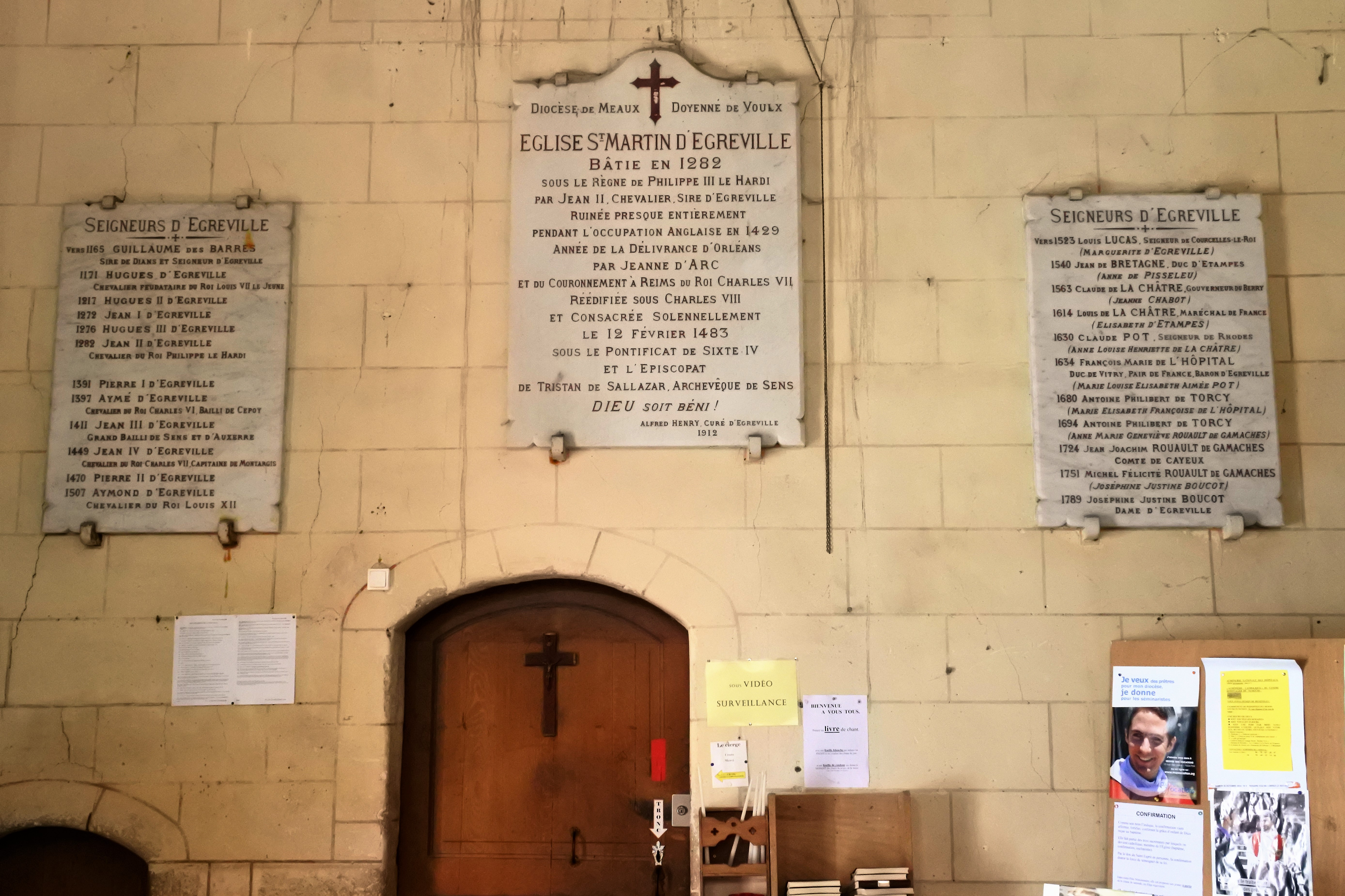
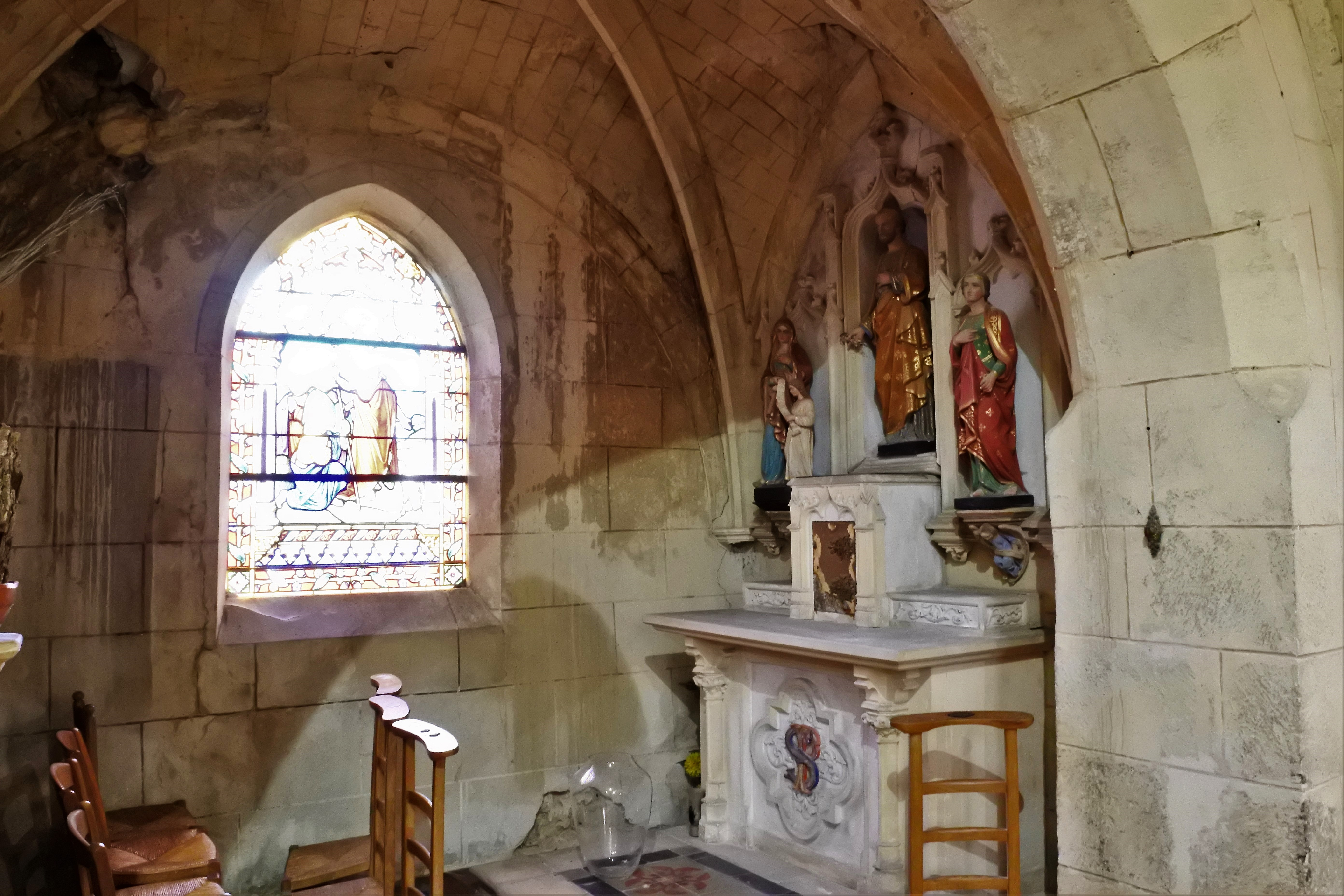
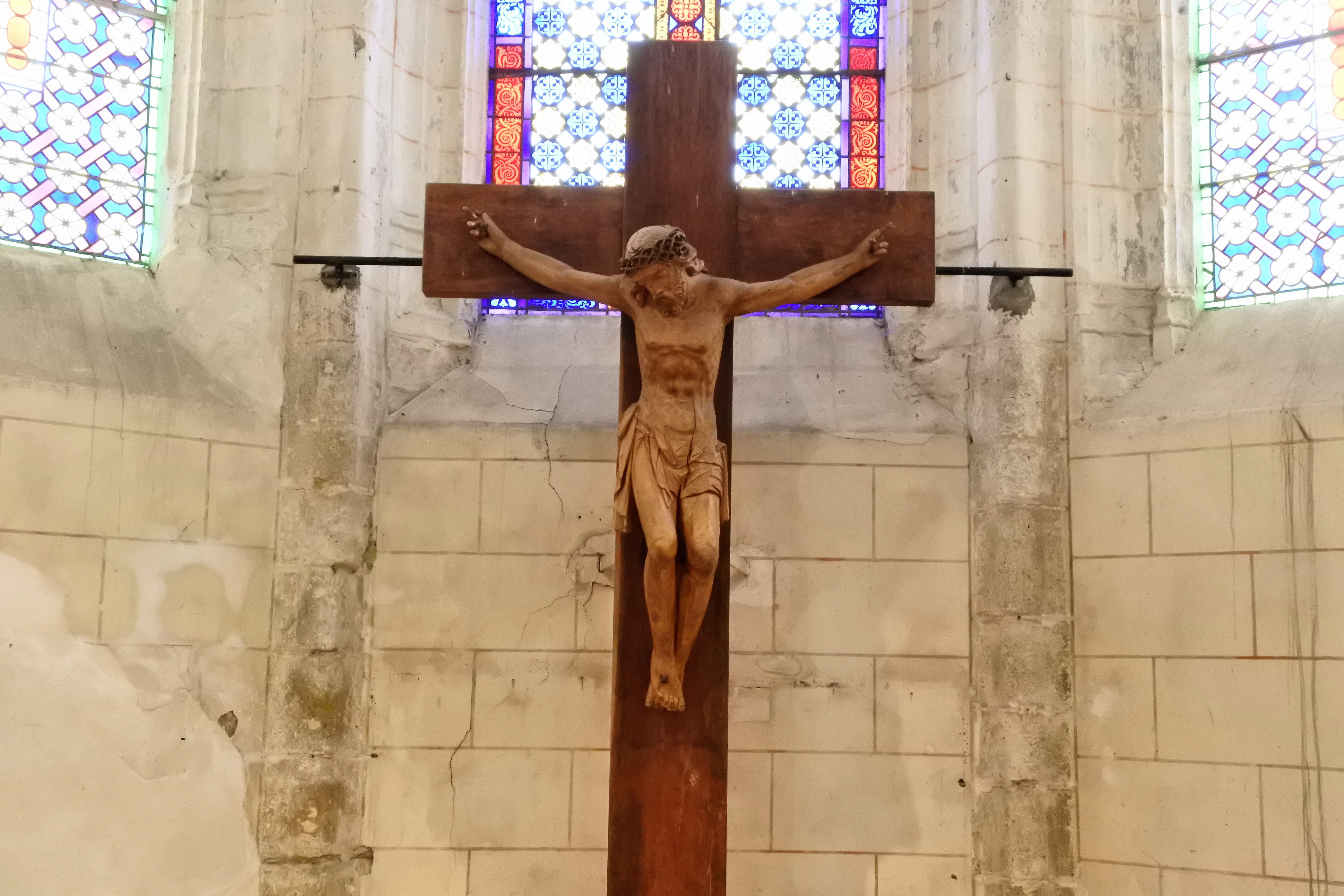
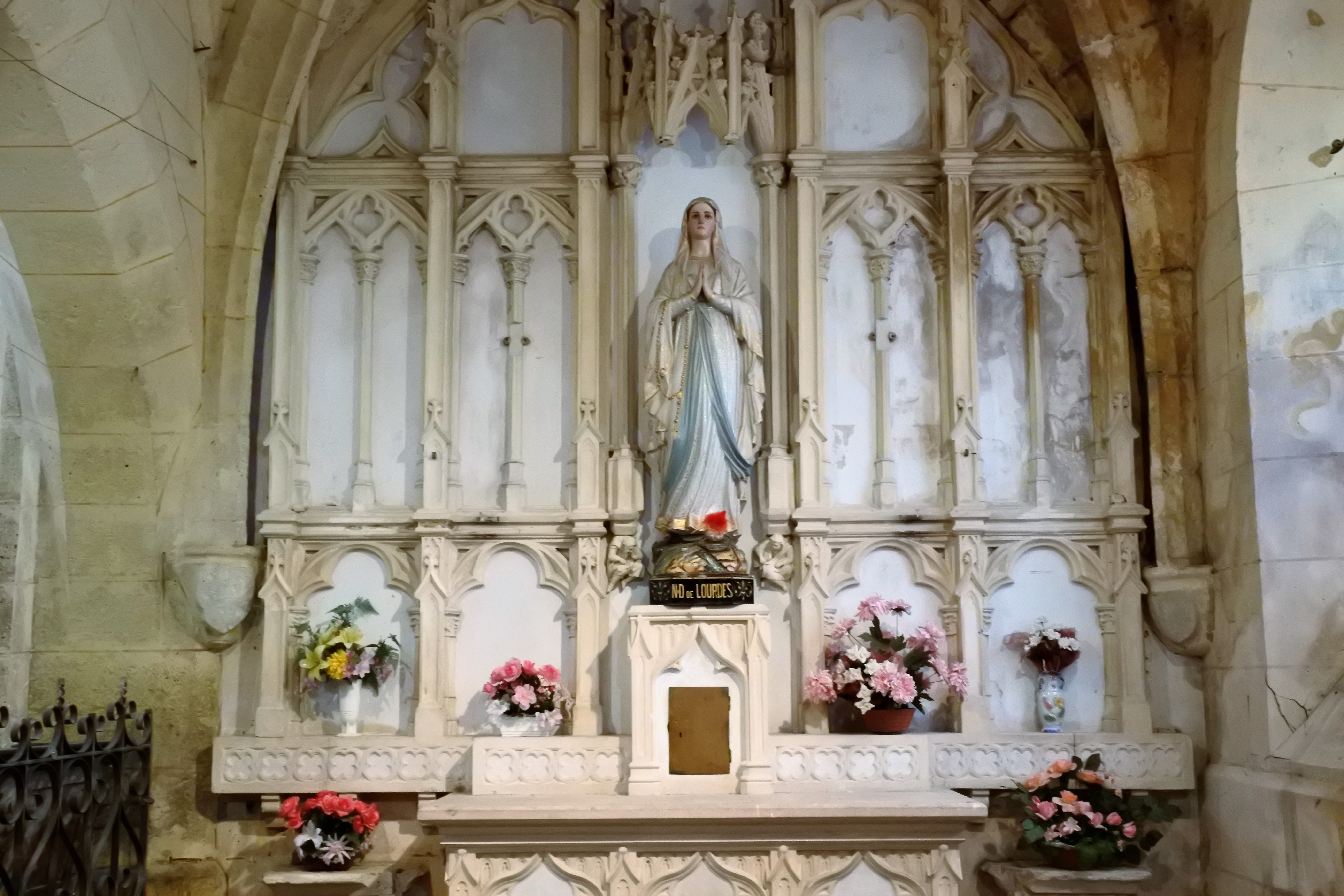
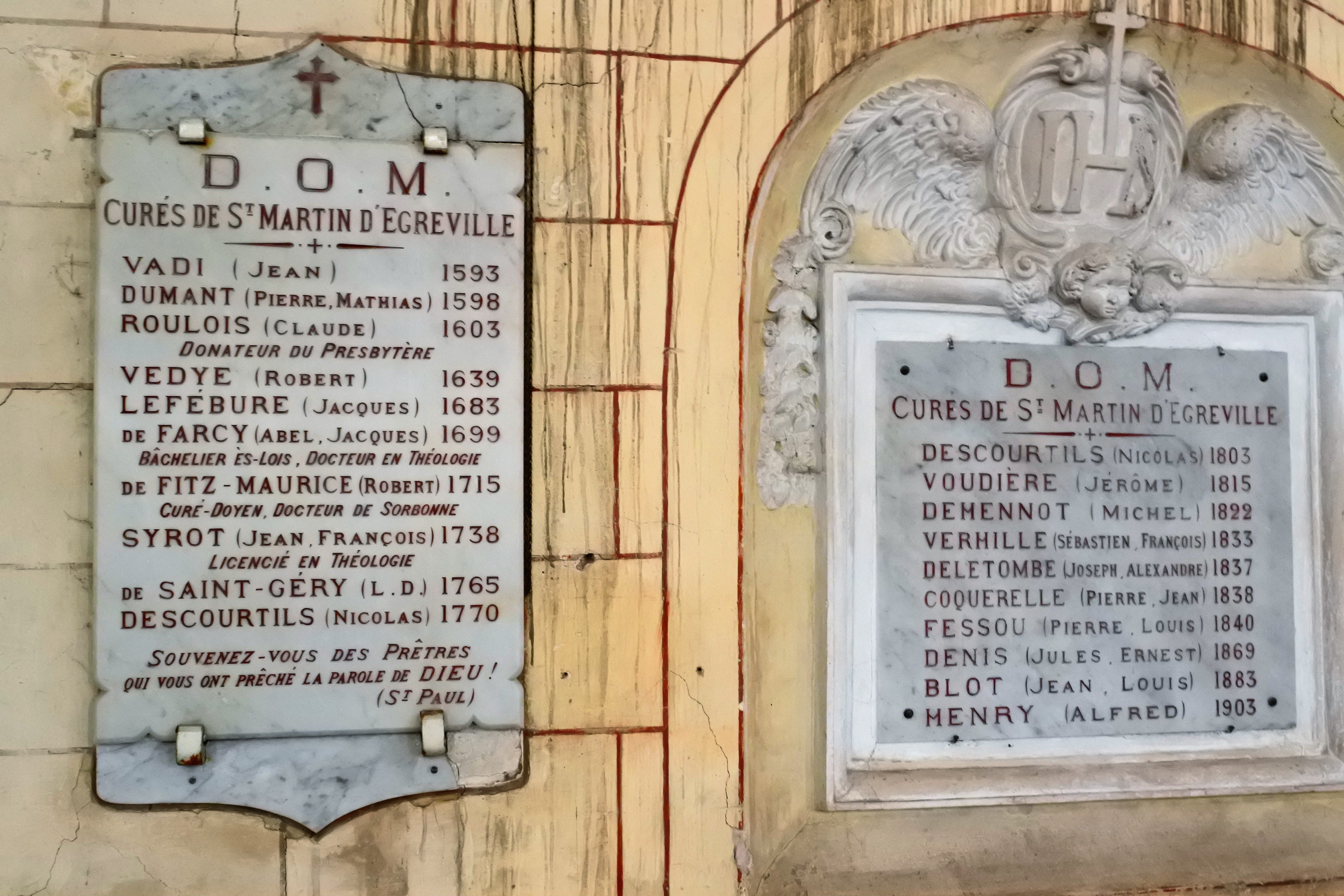
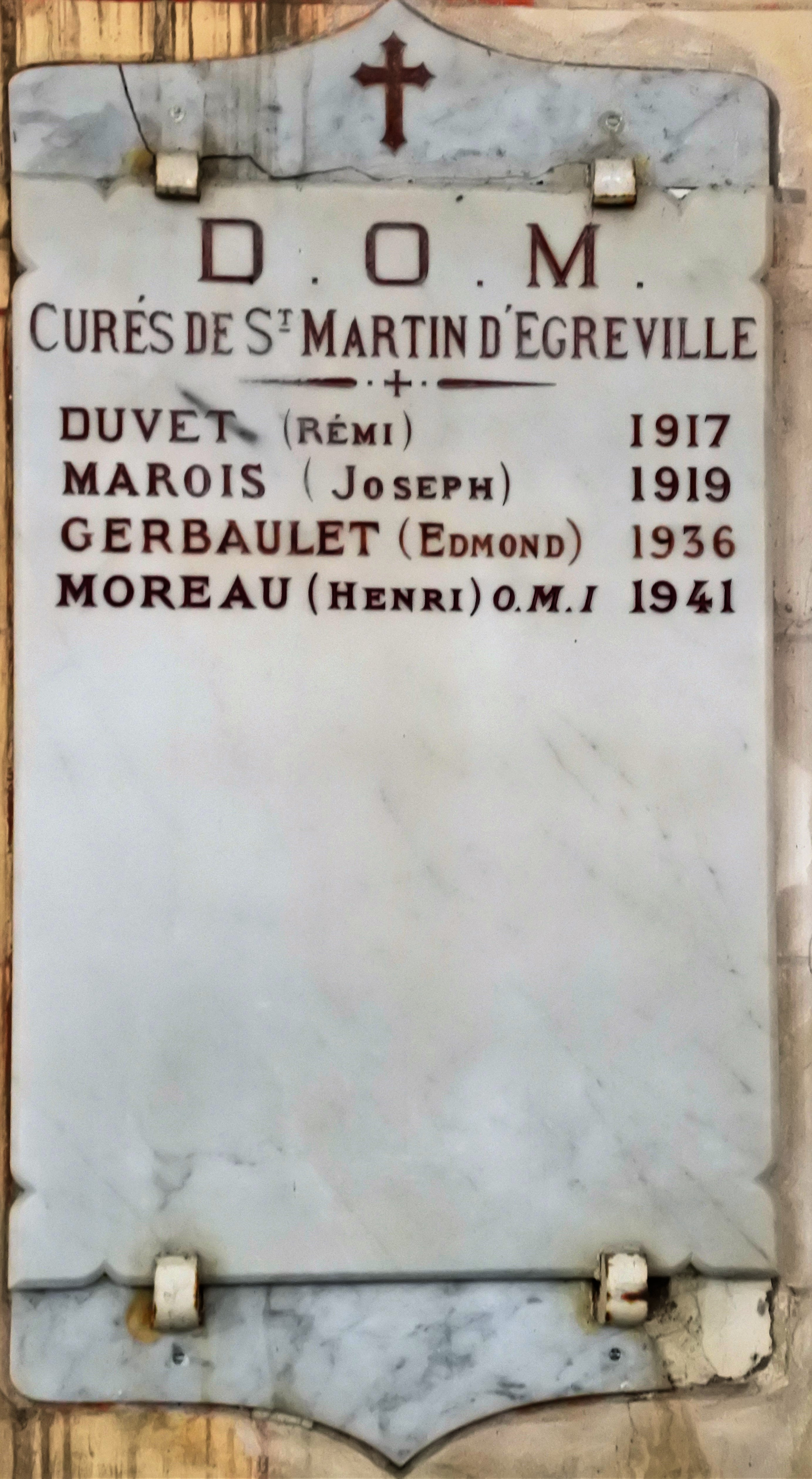
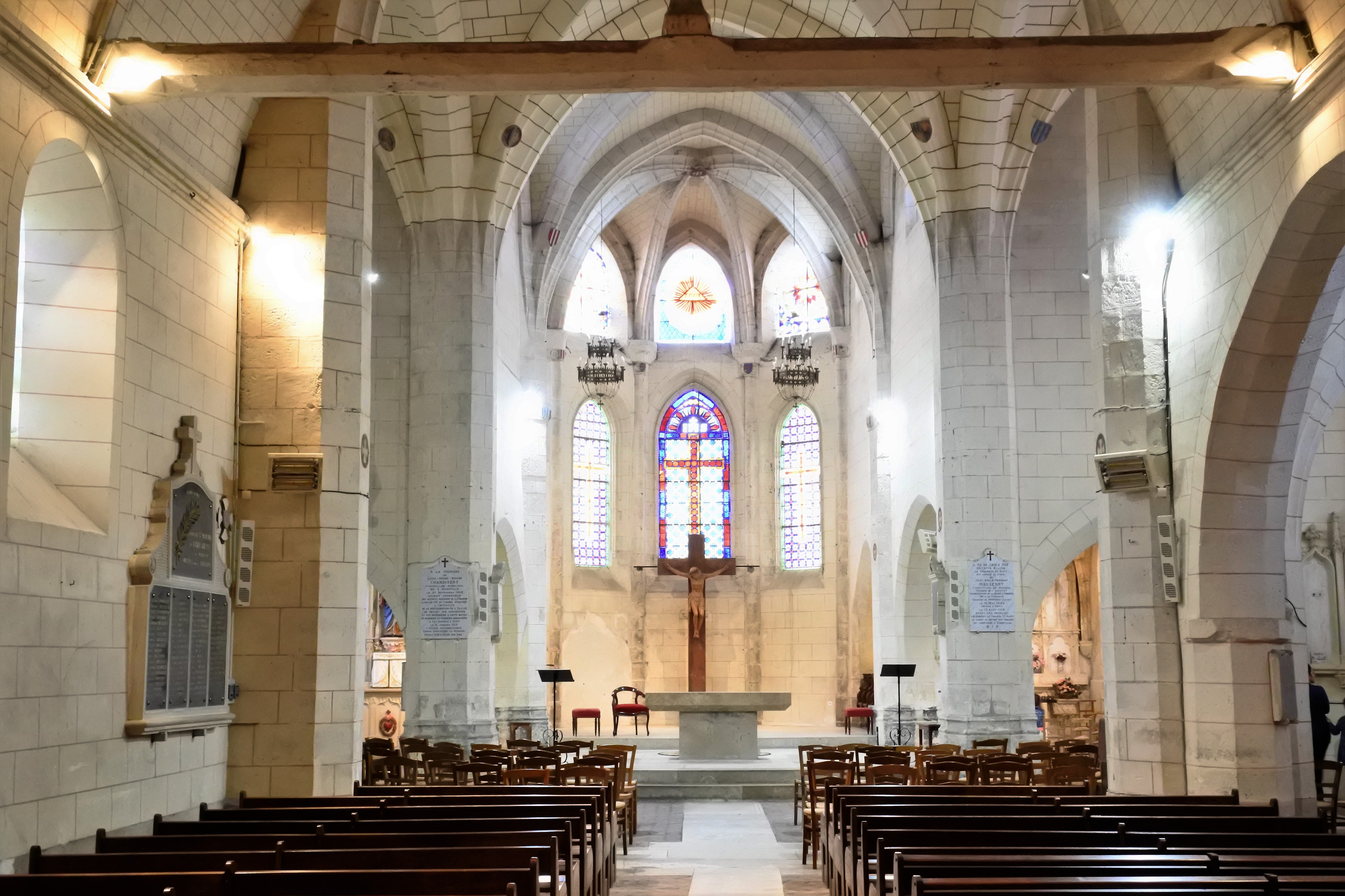
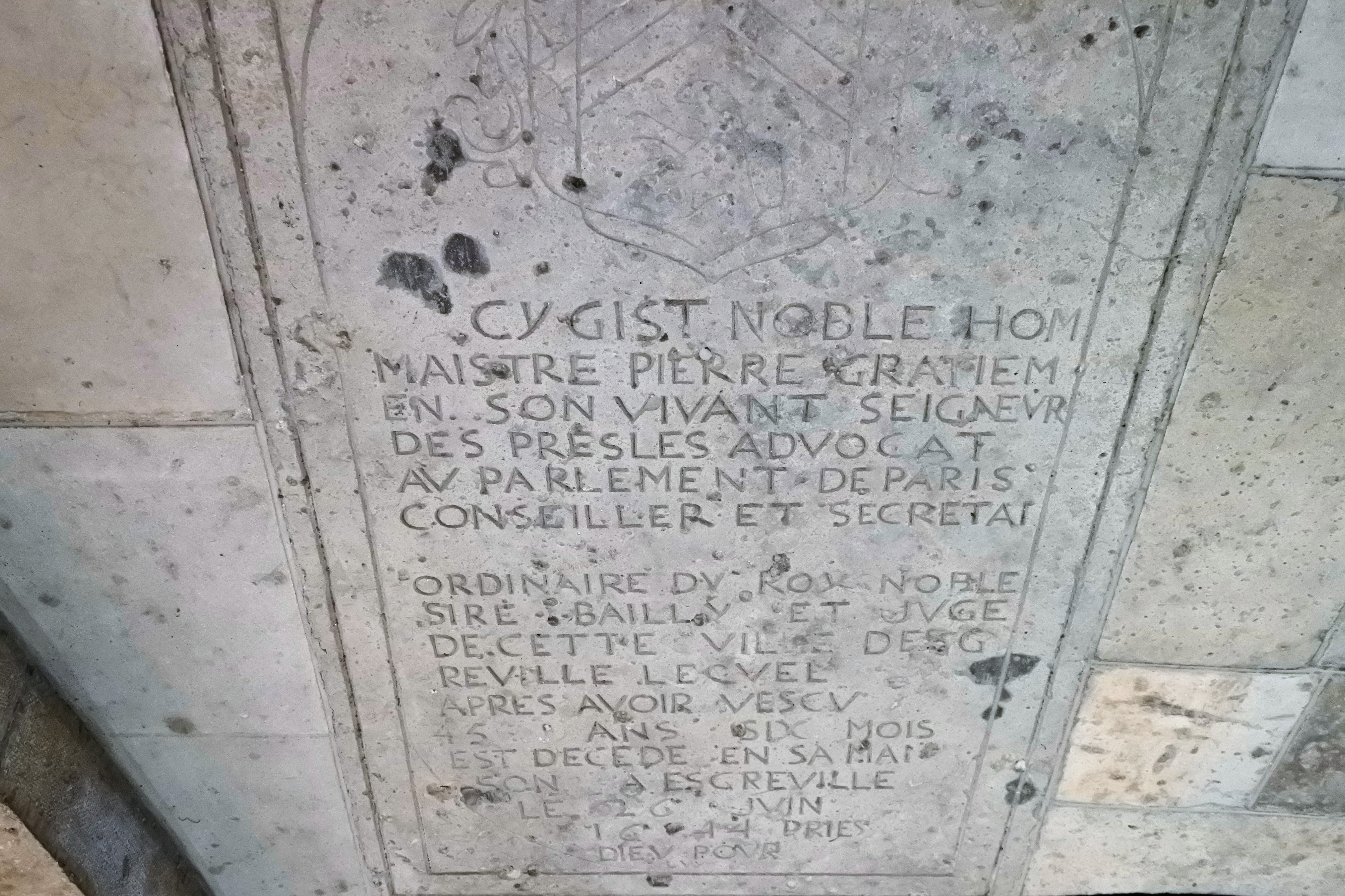
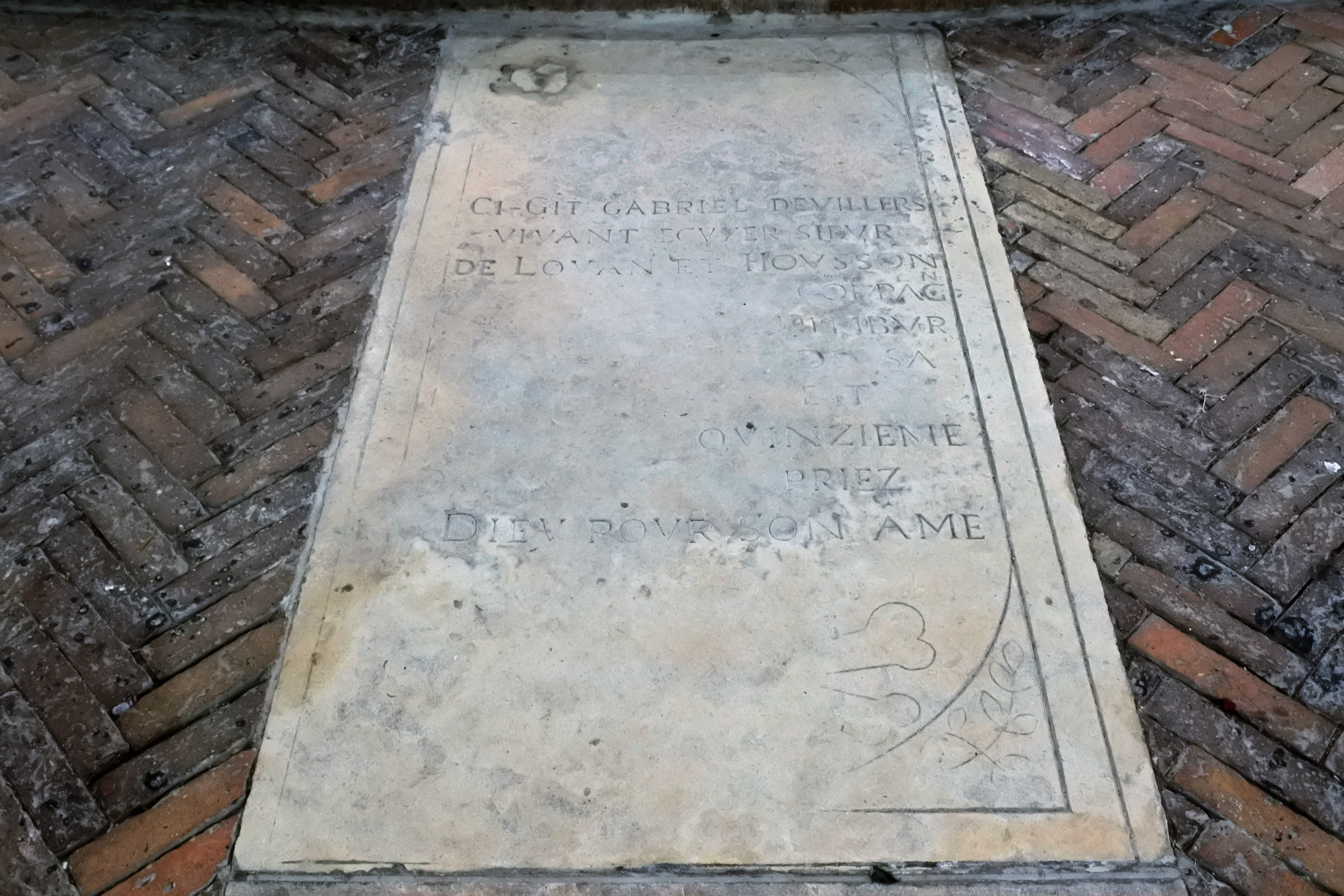
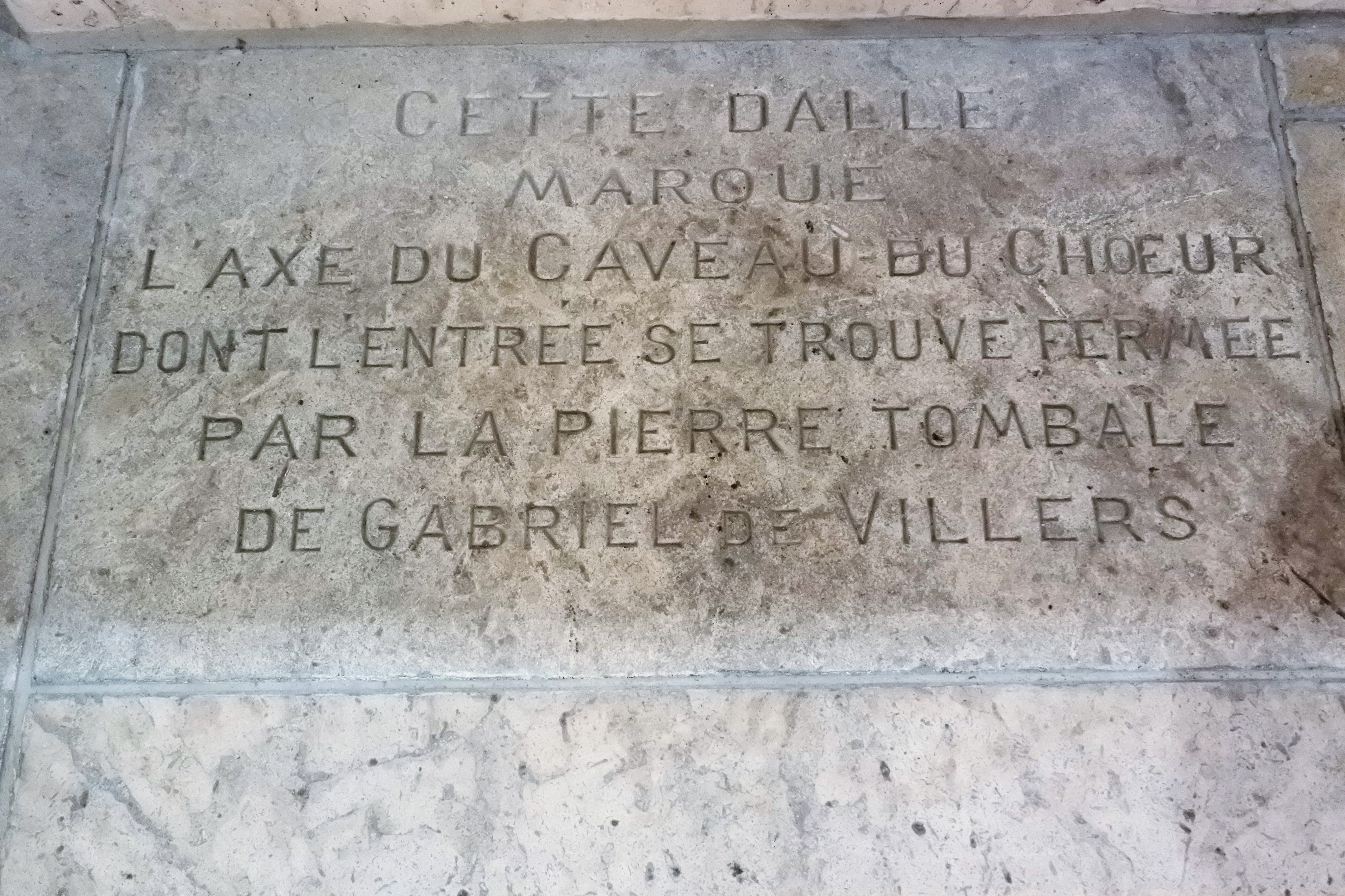

### Personnalités liées à la commune
- Étienne-Prosper Berne-Bellecour (1838-1910), artiste peintre, fit l'acquisition du château d'Égreville en 1867 et le restaura.
- Jules Massenet (1842-1912), compositeur de musique ; propriétaire (1899) et restaurateur du château d'Égreville, il repose, selon ses vœux, au cimetière d'Égreville[55],[56].
- Jean Debucourt (1894-1958), acteur et metteur en scène français.
- Les frères Medinger, musiciens accordéonistes et compositeurs de variété, Jean (1908-1983) et Jacques.
- Annie Cardin, artiste peintre.
- Claude Bogratchev, sculpteur.

### Cinéma
Du 24 au 28 mai 1954, la commune accueillit l'équipe du tournage de Cadet Rousselle, film de André Hunebelle avec notamment François Perier, Dany Robin et Bourvil. Quelques scènes furent filmées dans et sous le porche de l'église ainsi que sur la place Jules-Massenet.

### Sports
Le Golf des Bruyères, situé à la Ferme des Bruyères (par le Ruth), propose un parcours 9 trous de 2 393 mètres.

### Héraldique
| Armes d'Égreville | Les armes d'Égreville se blasonnent ainsi : coupé au 1) parti palé d'argent et de gueules de six pièces et d'azur à une aigle contournée et couronnée d'or 2) de gueules à une poule d'argent membrée de carnation. |